# 프랑스 정부수반 목록
이 문서는 1598년부터의 프랑스 정부 수반 명단이다.
프랑스는 왕정복고 시대인 1815년의 국무회의 의장인 샤를모리스 드 탈레랑페리고르부터 현 총리(2020년), 장 카스텍스까지 총 172명의 정부 수반을 두었다.

## 정부 수반 직함
역사적으로 프랑스 정부 수반 직위는 여러 직함으로 다르게 불렸다.
- 앙시앵 레짐 : 수석국무장관(Principal ministre d'État)
- 1792-1815: 정부수반 부재
- 1815-1849: 국무회의 의장(président du Conseil des ministres) (부재 기간 존재)
- 1849-1869: 정부수반 부재
- 1870: 내각수반(chef du Cabinet)
- 1870-1871: 국민방위정부 통령(président du gouvernement de la Défense nationale)
- 1871-1876: 국무회의 부의장(vice-président du Conseil des ministres)
- 1876-1940: 국무회의 의장(président du Conseil des ministres)
- 1940-1942: 국무회의 부의장(vice-président du Conseil des ministres)
- 1942-1944: 정부 수반(chef du gouvernement)
- 1944-1947: 임시정부 통령(président du gouvernement provisoire)
- 1947-1959: 국무회의 의장(président du Conseil des ministres)
- 1959- : 총리(Premier ministre)

"총리(Premier ministre)"라는 직함은 오직 1959년 이후(제5공화국)부터 사용된 직함이나, 앙시앵 레짐 시절 쉴리(1589년)부터 튀르고(1789년)에 이르기까지 국왕 수석장관을 일컫는 의미로 사용되기도 한 표현이다. 1815년부터 1959년까지 전통적으로 정부 수반을 일컫는 직함은 국무회의 의장(Président du Conseil)이었다. 국가 수반과 의회의 관계에 있어서 정부 수반라는 존재는 의회체제의 핵심적인 특징 중 하나이다. 국무회의 의장은 루이 필리프 치세에 매우 중요한 직함으로 여겨졌다. 국무회의 의장이라는 직함은 1849년부터 시작된 프랑스 제2공화국의 대통령제와 함께 사라졌으나 1871년에 먼저 국무회의 부의장(vice-président du Conseil)이라는 직함으로 부활했다. 헌법 투표로 제3공화국이 성립된 이후, 국무회의 부의장은 1876년 다시 국무회의 의장이라는 직함을 되찾았으나, 이전 체제에서처럼 헌법에 명시되지 않은 채 있었다. 결국 국무회의 의장은 제4공화국의 도래(1946년)와 함께 공식화되었으며, 이후 제5공화국에서는 총리(Premier ministre)라는 직함이 도입되었다.

## 연보

### 앙시앵 레짐 (1598-1792)
앙시앵 레짐 시절, 프랑스 총리로도 불린 수석국무장관은 수석 고문이자 프랑스 왕의 정부 수반이었다. 직함과 직무는 공식적인 것으로, 왕은 전권을 지녔다.
다음 목록은 공식적으로든 실질적으로든 총리직을 수행한 여러 인물들을 나열한 것이다.
| 초상                                                              | 이름 (수석국무장관)                                   | 임기 | 군주 또는 섭정 (치세)                                             | 정부                                                   | 삼부회 또는 의회 (선거)                        |
| ----------------------------------------------------------------- | ----------------------------------------------------- | --- | ----------------------------------------------------------------- | ------------------------------------------------------ | ---------------------------------------------- |
|                                                                   | 쉴리 공작 Duc de Sully                                | 1598년 7월 10일 - 1610년 5월 14일                                                                       | 앙리 4세 Henri IV 1589년 8월 2일 - 1610년 5월 14일                | 앙리 4세 시기 내각 1589년 8월 2일 - 1610년 5월 14일    | 1594년부터 1613년까지 삼부회 부재              |
| 1610년 5월 14일 - 1611년 1월 29일                                 | 쉴리 공작 Duc de Sully                                | 마리 드 메디시스 Marie de Médicis 섭정 1610년 5월 14일 - 1614년 10월 2일, 이후 1617년 4월 24일까지 연장 | 루이 13세 시기 내각 1610년 5월 14일 - 1643년 5월 18일             |                                                        | 1594년부터 1613년까지 삼부회 부재              |
|                                                                   | 빌루아 후작 Marquis de Villeroy                       | 마리 드 메디시스 Marie de Médicis 섭정 1610년 5월 14일 - 1614년 10월 2일, 이후 1617년 4월 24일까지 연장 | 루이 13세 시기 내각 1610년 5월 14일 - 1643년 5월 18일             | 1611년 1월 30일 - 1616년 8월 9일                       | 삼부회 1614년 10월 27일 - 1615년 2월 23일      |
|                                                                   | 콘치노 콘치니 Concino Concini                         | 마리 드 메디시스 Marie de Médicis 섭정 1610년 5월 14일 - 1614년 10월 2일, 이후 1617년 4월 24일까지 연장 | 루이 13세 시기 내각 1610년 5월 14일 - 1643년 5월 18일             | 1616년 8월 9일 - 1617년 4월 24일                       | 1616년부터 1788년까지 삼부회 부재              |
|                                                                   | 뤼인 공작 Duc de Luynes                               | 1617년 4월 24일 - 1621년 12월 15일                                                                      | 루이 13세 시기 내각 1610년 5월 14일 - 1643년 5월 18일             | 루이 13세 Louis XIII 1617년 4월 24일 - 1643년 5월 14일 | 1616년부터 1788년까지 삼부회 부재              |
|                                                                   | 공석                                                  | 1621년 12월 15일 - 1624년 8월 12일                                                                      | 루이 13세 시기 내각 1610년 5월 14일 - 1643년 5월 18일             | 루이 13세 Louis XIII 1617년 4월 24일 - 1643년 5월 14일 | 1616년부터 1788년까지 삼부회 부재              |
|                                                                   | 리슐리외 추기경 Cardinal de Richelieu                 | 1624년 8월 12일 - 1642년 12월 4일                                                                       | 루이 13세 시기 내각 1610년 5월 14일 - 1643년 5월 18일             | 루이 13세 Louis XIII 1617년 4월 24일 - 1643년 5월 14일 | 1616년부터 1788년까지 삼부회 부재              |
|                                                                   | 마자랭 추기경 Cardinal Mazarin                        | 1642년 12월 5일 - 1661년 3월 9일                                                                        |                                                                   | 루이 13세 Louis XIII 1617년 4월 24일 - 1643년 5월 14일 | 1616년부터 1788년까지 삼부회 부재              |
| 안 도트리슈 Anne d'Autriche 섭정 1643년 5월 18일 - 1651년 9월 7일 | 마자랭 추기경 Cardinal Mazarin                        | 1642년 12월 5일 - 1661년 3월 9일                                                                        | 루이 14세 시기 내각 1643년 5월 14일 - 1715년 9월 1일              |                                                        | 1616년부터 1788년까지 삼부회 부재              |
| 루이 14세 Louis XIV 1651년 9월 7일 - 1715년 9월 1일               | 마자랭 추기경 Cardinal Mazarin                        | 1642년 12월 5일 - 1661년 3월 9일                                                                        | 루이 14세 시기 내각 1643년 5월 14일 - 1715년 9월 1일              |                                                        | 1616년부터 1788년까지 삼부회 부재              |
|                                                                   | 공석 사실상 장바티스트 콜베르 Jean-Baptiste Colbert   | 1661년 3월 9일 - 1683년 9월 6일                                                                         | 루이 14세 시기 내각 1643년 5월 14일 - 1715년 9월 1일              |                                                        | 1616년부터 1788년까지 삼부회 부재              |
|                                                                   | 공석 사실상 르 텔리에 드 루부아 Le Tellier de Louvois | 1683년 9월 7일 - 1691년 7월 16일                                                                        | 루이 14세 시기 내각 1643년 5월 14일 - 1715년 9월 1일              |                                                        | 1616년부터 1788년까지 삼부회 부재              |
|                                                                   | 공석                                                  | 1691년 7월 17일 - 1715년 9월 1일                                                                        | 루이 14세 시기 내각 1643년 5월 14일 - 1715년 9월 1일              |                                                        | 1616년부터 1788년까지 삼부회 부재              |
|                                                                   | 뒤부아 추기경 Cardinal Dubois                         | 1715년 9월 12일 - 1723년 8월 10일                                                                       | 오를레앙 공작 Duc d'Orléans 섭정 1715년 9월 1일 - 1723년 2월 15일 | 루이 15세 시기 내각 1715년 9월 1일 - 1774년 5월 10일   | 1616년부터 1788년까지 삼부회 부재              |
| 루이 15세 Louis XV 1723년 2월 15일 - 1774년 5월 10일              | 뒤부아 추기경 Cardinal Dubois                         | 1715년 9월 12일 - 1723년 8월 10일                                                                       |                                                                   | 루이 15세 시기 내각 1715년 9월 1일 - 1774년 5월 10일   | 1616년부터 1788년까지 삼부회 부재              |
|                                                                   | 오를레앙 공작 Duc d'Orléans                           | 1723년 8월 10일 - 1723년 12월 2일                                                                       |                                                                   | 루이 15세 시기 내각 1715년 9월 1일 - 1774년 5월 10일   | 1616년부터 1788년까지 삼부회 부재              |
|                                                                   | 콩데공 Prince de Condé                                | 1723년 12월 2일 - 1726년 6월 11일                                                                       |                                                                   | 루이 15세 시기 내각 1715년 9월 1일 - 1774년 5월 10일   | 1616년부터 1788년까지 삼부회 부재              |
|                                                                   | 플뢰리 추기경 Cardinal de Fleury                      | 1726년 6월 11일 - 1743년 1월 29일                                                                       |                                                                   | 루이 15세 시기 내각 1715년 9월 1일 - 1774년 5월 10일   | 1616년부터 1788년까지 삼부회 부재              |
|                                                                   | 공석                                                  | 1743년 1월 29일 - 1758년 12월 3일                                                                       |                                                                   | 루이 15세 시기 내각 1715년 9월 1일 - 1774년 5월 10일   | 1616년부터 1788년까지 삼부회 부재              |
|                                                                   | 슈아쇨 공작 Duc de Choiseul                           | 1758년 12월 3일 - 1770년 12월 24일                                                                      |                                                                   | 루이 15세 시기 내각 1715년 9월 1일 - 1774년 5월 10일   | 1616년부터 1788년까지 삼부회 부재              |
|                                                                   | 르네 드 모푸 René de Maupeou                          | 1770년 12월 25일 - 1774년 8월 23일                                                                      |                                                                   | 루이 15세 시기 내각 1715년 9월 1일 - 1774년 5월 10일   | 1616년부터 1788년까지 삼부회 부재              |
| 루이 16세 Louis XVI 1774년 5월 10일 - 1792년 8월 10일             | 르네 드 모푸 René de Maupeou                          | 1770년 12월 25일 - 1774년 8월 23일                                                                      | 루이 16세 시기 내각 1774년 5월 10일 - 1792년 8월 10일             |                                                        | 1616년부터 1788년까지 삼부회 부재              |
| 루이 16세 Louis XVI 1774년 5월 10일 - 1792년 8월 10일             |                                                       | 자크 튀르고 Jacques Turgot                                                                              | 루이 16세 시기 내각 1774년 5월 10일 - 1792년 8월 10일             | 1774년 8월 24일 - 1776년 5월 12일                      | 1616년부터 1788년까지 삼부회 부재              |
| 루이 16세 Louis XVI 1774년 5월 10일 - 1792년 8월 10일             |                                                       | 모르파 백작 Comte de Maurepas                                                                           | 루이 16세 시기 내각 1774년 5월 10일 - 1792년 8월 10일             | 1776년 5월 14일 - 1781년 11월 21일                     | 1616년부터 1788년까지 삼부회 부재              |
| 루이 16세 Louis XVI 1774년 5월 10일 - 1792년 8월 10일             |                                                       | 베르젠 백작 Comte de Vergennes                                                                          | 루이 16세 시기 내각 1774년 5월 10일 - 1792년 8월 10일             | 1781년 11월 21일 - 1787년 2월 13일                     | 1616년부터 1788년까지 삼부회 부재              |
| 루이 16세 Louis XVI 1774년 5월 10일 - 1792년 8월 10일             |                                                       | 로메니 드 브리엔 추기경 Cardinal Loménie de Brienne                                                     | 루이 16세 시기 내각 1774년 5월 10일 - 1792년 8월 10일             | 1787년 5월 1일 - 1788년 8월 25일                       | 1616년부터 1788년까지 삼부회 부재              |
| 루이 16세 Louis XVI 1774년 5월 10일 - 1792년 8월 10일             |                                                       | 자크 네케르 Jacques Necker                                                                              | 루이 16세 시기 내각 1774년 5월 10일 - 1792년 8월 10일             | 1788년 8월 25일 - 1789년 7월 11일                      | 삼부회 1789년 5월 6일 - 1789년 6월 27일        |
| 루이 16세 Louis XVI 1774년 5월 10일 - 1792년 8월 10일             |                                                       | 브르퇴유 남작 Baron de Breteuil                                                                         | 루이 16세 시기 내각 1774년 5월 10일 - 1792년 8월 10일             | 1789년 7월 11일 - 1789년 7월 16일                      | 국민제헌의회 1789년 6월 17일 - 1791년 9월 30일 |
| 루이 16세 Louis XVI 1774년 5월 10일 - 1792년 8월 10일             |                                                       | 자크 네케르 Jacques Necker                                                                              | 루이 16세 시기 내각 1774년 5월 10일 - 1792년 8월 10일             | 1789년 7월 16일 - 1790년 9월 4일                       | 국민제헌의회 1789년 6월 17일 - 1791년 9월 30일 |
| 루이 16세 Louis XVI 1774년 5월 10일 - 1792년 8월 10일             |                                                       | 생테랑 백작 Comte de Saint-Hérem                                                                        | 루이 16세 시기 내각 1774년 5월 10일 - 1792년 8월 10일             | 1790년 9월 4일 - 1791년 11월 29일                      | 국민제헌의회 1789년 6월 17일 - 1791년 9월 30일 |
| 루이 16세 Louis XVI 1774년 5월 10일 - 1792년 8월 10일             |                                                       | 공석 | 루이 16세 시기 내각 1774년 5월 10일 - 1792년 8월 10일             | 1791년 11월 29일 - 1792년 9월 21일                     | 입법의회 1791년 10월 1일 - 1792년 9월 21일     |

### 1792-1814 시기
1792년부터 1815년까지 뒤이은 체제들에서는 정부 수반 직위가 부재했다.

### 1차 왕정복고 (1814-1815)
| 이름 | 이름 | 이름                                                                            | 내각 및 기간 | 내각 및 기간                     | 정당   | 대수 (선거) | 왕 (재위 기간)                    | 왕 (재위 기간) |
| ---- | ---- | ------------------------------------------------------------------------------- | ------------ | -------------------------------- | ------ | ----------- | --------------------------------- | -------------- |
|      |      | 샤를모리스 드 탈레랑페리고르 Charles-Maurice de Talleyrand-Périgord (1754-1838) | •            | 1814년 4월 1일 - 1814년 5월 2일  | 무소속 | -           | 루이 18세 Louis XVIII (1814-1815) |                |
|      |      | 블라카스 백작 피에르 루이 Pierre Louis, comte de Blacas (1771-1839)             | •            | 1814년 5월 2일 - 1815년 3월 20일 | 무소속 | -           | 루이 18세 Louis XVIII (1814-1815) |                |

### 백일천하 (1815)
| 이름 | 이름 | 이름                                                               | 내각 및 기간                      | 내각 및 기간                      | 정당   | 대수 (선거) | 황제 (재위 기간)                 |
| ---- | ---- | ------------------------------------------------------------------ | --------------------------------- | --------------------------------- | ------ | ----------- | -------------------------------- |
|      |      | 공석 (절대군주 나폴레옹 1세)                                       | 1815년 3월 20일 - 1815년 6월 22일 | 1815년 3월 20일 - 1815년 6월 22일 | —      | -           | 나폴레옹 1세 Napoléon Ier (1815) |
|      |      | 오트랑트 공작 조제프 푸셰 Joseph Fouché, duc d'Otrante (1759-1820) | •                                 | 1815년 6월 22일 - 1815년 7월 7일  | 무소속 | -           | 나폴레옹 2세 Napoléon II (1815)  |

### 2차 왕정복고 (1815-1830)
| 이름                             | 이름 | 이름                                                                                                | 내각 및 기간 | 내각 및 기간                        | 정당                             | 대수 (선거) | 왕 (제위 기간)                      | 왕 (제위 기간) |
| -------------------------------- | ---- | --------------------------------------------------------------------------------------------------- | ------------ | ----------------------------------- | -------------------------------- | ----------- | ----------------------------------- | -------------- |
|                                  |      | 샤를모리스 드 탈레랑페리고르 Charles-Maurice de Talleyrand-Périgord (1754-1838)                     | •            | 1815년 7월 9일 - 1815년 9월 26일    | 무소속                           | 초대        | 루이 18세 † Louis XVIII (1815-1824) |                |
| 2대                              |      | 샤를모리스 드 탈레랑페리고르 Charles-Maurice de Talleyrand-Périgord (1754-1838)                     | •            | 1815년 7월 9일 - 1815년 9월 26일    | 무소속                           |             | 루이 18세 † Louis XVIII (1815-1824) |                |
|                                  |      | 리슐리외 공작 아르망데마뉘엘 뒤 플레시 Armand-Emmanuel du Plessis, duc de Richelieu (1766-1822)     | 1            | 1815년 9월 26일 - 1818년 12월 29일  | 무소속                           |             | 루이 18세 † Louis XVIII (1815-1824) |                |
|                                  |      | 데솔 후작 장조제프 Jean-Joseph, marquis Dessolles (1767-1828)                                       | •            | 1818년 12월 29일 - 1819년 11월 19일 | 교조주의                         |             | 루이 18세 † Louis XVIII (1815-1824) |                |
|                                  |      | 드카즈 공작 엘리 Élie, duc Decazes (1780-1860)                                                      | •            | 1819년 11월 19일 - 1820년 2월 20일  | 교조주의                         |             | 루이 18세 † Louis XVIII (1815-1824) |                |
|                                  |      | 리슐리외 공작 아르망데마뉘엘 뒤 플레시 Armand-Emmanuel du Plessis, duc de Richelieu (1766-1822)     | 2            | 1820년 2월 20일 - 1821년 12월 14일  | 교조주의                         | 3대         | 루이 18세 † Louis XVIII (1815-1824) |                |
|                                  |      | 빌렐 백작 조제프 Joseph, comte de Villèle (1773-1854)                                               | •            | 1821년 12월 14일 - 1824년 8월 16일  | 극왕당파                         | 3대         | 루이 18세 † Louis XVIII (1815-1824) |                |
| 1824년 9월 16일 - 1828년 1월 4일 | 4대  | 빌렐 백작 조제프 Joseph, comte de Villèle (1773-1854)                                               | •            | 샤를 10세 Charles X (1824-1830)     | 극왕당파                         |             |                                     |                |
|                                  |      | 마르티냐크 자작 장바티스트 실베르 게예 Jean-Baptiste Sylvère Gaye, vicomte de Martignac (1778-1832) | •            | 샤를 10세 Charles X (1824-1830)     | 1828년 1월 4일 - 1829년 8월 8일  | 교조주의    | 5대                                 |                |
|                                  |      | 폴리냑 백작 쥘 Jules, comte de Polignac (1780-1847)                                                 | •            | 샤를 10세 Charles X (1824-1830)     | 1829년 8월 8일 - 1830년 7월 29일 | 극왕당파    | 5대                                 |                |
|                                  |      | 모르트마르 공작 카지미르 드 로슈슈아르 Casimir de Rochechouart, duc de Mortemart (1787-1875)        | •            | 샤를 10세 Charles X (1824-1830)     | 1830년 7월 29일                  | 극왕당파    | 6대                                 |                |

### 7월왕정 (1830-1848)
| 이름       | 이름                              | 이름                                                                            | 내각 및 기간                      | 내각 및 기간                        | 정당                                       | 대수 (선거) | 왕 (재임 기간)                                 | 왕 (재임 기간) |
| ---------- | --------------------------------- | ------------------------------------------------------------------------------- | --------------------------------- | ----------------------------------- | ------------------------------------------ | ----------- | ---------------------------------------------- | -------------- |
|            | —                                 | 공석 (루이 필리프 1세의 직접 통치)                                              | •                                 | 1830년 8월 1일 - 1830년 8월 11일    | —                                          | 초대 (1830) | 루이 필리프 1세 Louis-Philippe Ier (1830-1848) |                |
| 1          | —                                 | 공석 (루이 필리프 1세의 직접 통치)                                              | 1830년 8월 11일 - 1830년 11월 2일 |                                     | —                                          | 초대 (1830) | 루이 필리프 1세 Louis-Philippe Ier (1830-1848) |                |
|            |                                   | 자크 라피트 Jacques Laffitte (1767-1844)                                        | •                                 | 1830년 11월 2일 - 1831년 3월 13일   | 교조주의                                   | 초대 (1830) | 루이 필리프 1세 Louis-Philippe Ier (1830-1848) |                |
|            |                                   | 카지미르 페리에 † Casimir Perier (1777-1832)                                    | •                                 | 1831년 3월 13일 - 1832년 5월 16일 † | Doctrinaire (1831-1832) puis 저항당 (1832) | 초대 (1830) | 루이 필리프 1세 Louis-Philippe Ier (1830-1848) |                |
|            | 2대 (1831)                        | 카지미르 페리에 † Casimir Perier (1777-1832)                                    | •                                 | 1831년 3월 13일 - 1832년 5월 16일 † | Doctrinaire (1831-1832) puis 저항당 (1832) |             | 루이 필리프 1세 Louis-Philippe Ier (1830-1848) |                |
|            |                                   | 달마시 공작 장드디외 술트 Jean-de-Dieu Soult, duc de Dalmatie (1767-1851)       | 1                                 | 1832년 10월 11일 - 1834년 7월 18일  | 저항당                                     |             | 루이 필리프 1세 Louis-Philippe Ier (1830-1848) |                |
|            |                                   | 제라르 백작 에티엔 모리스 Étienne Maurice, comte Gérard (1773-1852)             | •                                 | 1834년 7월 18일 - 1834년 11월 10일  | 무소속                                     |             | 루이 필리프 1세 Louis-Philippe Ier (1830-1848) |                |
|            |                                   | 바사노 공작 위그 베르나르 마레 Hugues Bernard Maret, duc de Bassano (1763-1839) | •                                 | 1834년 11월 10일 - 1834년 11월 18일 | 무소속                                     |             | 루이 필리프 1세 Louis-Philippe Ier (1830-1848) |                |
|            |                                   | 트레비스 공작 에두아르 모르티에 Édouard Mortier, duc de Trévise (1768-1835)     | •                                 | 1834년 11월 18일 - 1835년 3월 12일  | 저항당                                     | 3대 (1834)  | 루이 필리프 1세 Louis-Philippe Ier (1830-1848) |                |
|            |                                   | 브로이 공작 빅토르 Victor, duc de Broglie (1785-1870)                           | •                                 | 1835년 3월 12일 - 1836년 2월 22일   | 저항당                                     | 3대 (1834)  | 루이 필리프 1세 Louis-Philippe Ier (1830-1848) |                |
|            |                                   | 아돌프 티에르 Adolphe Thiers (1797-1877)                                        | 1                                 | 1836년 2월 22일 - 1836년 9월 6일    | 운동당                                     | 3대 (1834)  | 루이 필리프 1세 Louis-Philippe Ier (1830-1848) |                |
|            |                                   | 몰레 백작 루이마티외 Louis-Mathieu, comte Molé (1781-1855)                      | 1                                 | 1836년 9월 6일 - 1837년 4월 15일    | 저항당                                     | 3대 (1834)  | 루이 필리프 1세 Louis-Philippe Ier (1830-1848) |                |
| 2          | 1837년 4월 15일 - 1839년 3월 31일 | 몰레 백작 루이마티외 Louis-Mathieu, comte Molé (1781-1855)                      | 4대 (1837)                        |                                     | 저항당                                     |             | 루이 필리프 1세 Louis-Philippe Ier (1830-1848) |                |
|            | —                                 | 공석 (루이 필리프 1세의 직접 통치)                                              | 2                                 | 1839년 3월 31일 - 1839년 5월 12일   | —                                          | 5대 (1839)  | 루이 필리프 1세 Louis-Philippe Ier (1830-1848) |                |
|            |                                   | 달마시 공작 장드디외 술트 Jean-de-Dieu Soult, duc de Dalmatie (1767-1851)       | 2                                 | 1839년 5월 12일 - 1840년 3월 1일    | 저항당                                     | 5대 (1839)  | 루이 필리프 1세 Louis-Philippe Ier (1830-1848) |                |
|            |                                   | 아돌프 티에르 Adolphe Thiers (1797-1877)                                        | 2                                 | 1840년 3월 1일 - 1840년 10월 29일   | 운동당                                     | 5대 (1839)  | 루이 필리프 1세 Louis-Philippe Ier (1830-1848) |                |
|            |                                   | 달마시 공작 장드디외 술트 Jean-de-Dieu Soult, duc de Dalmatie (1767-1851)       | 3                                 | 1840년 10월 29일 - 1847년 9월 18일  | 저항당                                     | 5대 (1839)  | 루이 필리프 1세 Louis-Philippe Ier (1830-1848) |                |
| 6대 (1842) |                                   | 달마시 공작 장드디외 술트 Jean-de-Dieu Soult, duc de Dalmatie (1767-1851)       | 3                                 | 1840년 10월 29일 - 1847년 9월 18일  | 저항당                                     |             | 루이 필리프 1세 Louis-Philippe Ier (1830-1848) |                |
| 7대 (1846) |                                   | 달마시 공작 장드디외 술트 Jean-de-Dieu Soult, duc de Dalmatie (1767-1851)       | 3                                 | 1840년 10월 29일 - 1847년 9월 18일  | 저항당                                     |             | 루이 필리프 1세 Louis-Philippe Ier (1830-1848) |                |
|            |                                   | 프랑수아 기조 François Guizot (1787-1874)                                       | •                                 | 1847년 9월 18일 - 1848년 2월 24일   | 저항당                                     |             | 루이 필리프 1세 Louis-Philippe Ier (1830-1848) |                |
|            |                                   | 몰레 백작 루이마티외 Louis-Mathieu, comte Molé (1781-1855)                      | •                                 | 1848년 2월 24일                     | 저항당                                     |             | 루이 필리프 1세 Louis-Philippe Ier (1830-1848) |                |
|            |                                   | 아돌프 티에르 Adolphe Thiers (1797-1877)                                        | •                                 | 1848년 2월 24일                     | 운동당                                     |             | 루이 필리프 1세 Louis-Philippe Ier (1830-1848) |                |

### 제2공화국 (1848-1852)

#### 명단
| 이름 | 이름                              | 이름                                                                | 내각 및 기간       | 내각 및 기간                       | 정당                               | 대수 (선거)         | 대통령 (재임 기간)                               | 대통령 (재임 기간)                                                         |
| ---- | --------------------------------- | ------------------------------------------------------------------- | ------------------ | ---------------------------------- | ---------------------------------- | ------------------- | ------------------------------------------------ | -------------------------------------------------------------------------- |
|      |                                   | 자크 샤를 뒤퐁 드 뢰르 Jacques Charles Dupont de l'Eure (1767-1855) | •                  | 1848년 2월 24일 - 1848년 5월 9일   | 중도공화파                         | Constituante (1848) | 대통령 부재. 행정수반이 사실상 대통령 직무 대행. | 대통령 부재. 행정수반이 사실상 대통령 직무 대행.                           |
|      |                                   | 프랑수아 아라고 François Arago (1786-1853)                          | •                  | 1848년 5월 9일 - 1848년 6월 28일   | 중도공화파                         | Constituante (1848) | 대통령 부재. 행정수반이 사실상 대통령 직무 대행. | 대통령 부재. 행정수반이 사실상 대통령 직무 대행.                           |
|      |                                   | 외젠 카베냑 Eugène Cavaignac (1802-1859)                            | •                  | 1848년 6월 28일 - 1848년 12월 20일 | 중도공화파                         | Constituante (1848) | 대통령 부재. 행정수반이 사실상 대통령 직무 대행. | 대통령 부재. 행정수반이 사실상 대통령 직무 대행.                           |
|      |                                   | 오딜롱 바로 Odilon Barrot (1791-1873)                               | 1                  | 1848년 12월 20일 - 1849년 6월 2일  | 질서당                             | Constituante (1848) |                                                  | 루이 나폴레옹 보나파르트 Louis-Napoléon Bonaparte 보나파르트파 (1848-1852) |
| 2    | 1849년 6월 2일 - 1849년 10월 30일 | 오딜롱 바로 Odilon Barrot (1791-1873)                               | Législative (1849) |                                    | 질서당                             |                     |                                                  | 루이 나폴레옹 보나파르트 Louis-Napoléon Bonaparte 보나파르트파 (1848-1852) |
|      |                                   | 오풀 백작 알퐁스 앙리 Alphonse Henri, comte d'Hautpoul (1789-1865)  | Législative (1849) | •                                  | 1849년 10월 30일 - 1851년 1월 24일 | 질서당              |                                                  | 루이 나폴레옹 보나파르트 Louis-Napoléon Bonaparte 보나파르트파 (1848-1852) |
|      | —                                 | 공석 (루이 나폴레옹 보나파르트의 직접 통치)                         | Législative (1849) | •                                  | 1851년 1월 24일 - 1851년 4월 10일  | 보나파르트파        |                                                  | 루이 나폴레옹 보나파르트 Louis-Napoléon Bonaparte 보나파르트파 (1848-1852) |
|      |                                   | 레옹 포셰 Léon Faucher (1803-1854)                                  | Législative (1849) | •                                  | 1851년 4월 10일 - 1851년 10월 26일 | 질서당              |                                                  | 루이 나폴레옹 보나파르트 Louis-Napoléon Bonaparte 보나파르트파 (1848-1852) |
|      | —                                 | 공석 (루이 나폴레옹 보나파르트의 직접 통치)                         | Législative (1849) | •                                  | 1851년 10월 26일 - 1851년 12월 2일 | 보나파르트파        |                                                  | 루이 나폴레옹 보나파르트 Louis-Napoléon Bonaparte 보나파르트파 (1848-1852) |
| 1    | —                                 | 공석 (루이 나폴레옹 보나파르트의 직접 통치)                         | Législative (1849) | 1851년 12월 2일 - 1852년 1월 22일  |                                    | 보나파르트파        |                                                  | 루이 나폴레옹 보나파르트 Louis-Napoléon Bonaparte 보나파르트파 (1848-1852) |
| 2    | —                                 | 공석 (루이 나폴레옹 보나파르트의 직접 통치)                         | Législative (1849) | 1852년 1월 22일 - 1852년 12월 2일  |                                    | 보나파르트파        |                                                  | 루이 나폴레옹 보나파르트 Louis-Napoléon Bonaparte 보나파르트파 (1848-1852) |

### 제2제국 (1852-1870)
제2제국 시기, 장관들은 사실상의  정부 수반이라 할 수 있는 황제의 변덕에 따라 임명되고 해임되었다. 제국이 몰락할 무렵에는 에밀 올리비에와 샤를 쿠쟁몽토방이 "내각수반(chef du Cabinet)"이라는 직함을 지녔다.
| 이름         | 이름 | 이름                                                 | 내각 및 기간                     | 내각 및 기간                      | 정당                             | 대수 (선거)           | 황제 (제위 기간)                      | 황제 (제위 기간)                      |
| ------------ | ---- | ---------------------------------------------------- | -------------------------------- | --------------------------------- | -------------------------------- | --------------------- | ------------------------------------- | ------------------------------------- |
|              | —    | 공석 (루이 나폴레옹 보나파르트의 직접 통치)          | 3                                | 1852년 12월 2일 - 1869년 7월 17일 | —                                | 초대 (1852)           | 나폴레옹 3세 Napoléon III (1852-1870) | 나폴레옹 3세 Napoléon III (1852-1870) |
| 제2대 (1857) | —    | 공석 (루이 나폴레옹 보나파르트의 직접 통치)          | 3                                | 1852년 12월 2일 - 1869년 7월 17일 | —                                |                       | 나폴레옹 3세 Napoléon III (1852-1870) | 나폴레옹 3세 Napoléon III (1852-1870) |
| 제3대 (1863) | —    | 공석 (루이 나폴레옹 보나파르트의 직접 통치)          | 3                                | 1852년 12월 2일 - 1869년 7월 17일 | —                                |                       | 나폴레옹 3세 Napoléon III (1852-1870) | 나폴레옹 3세 Napoléon III (1852-1870) |
| 4            | —    | 공석 (루이 나폴레옹 보나파르트의 직접 통치)          | 1869년 7월 17일 - 1870년 1월 2일 | 제4대 (1869)                      | —                                |                       | 나폴레옹 3세 Napoléon III (1852-1870) | 나폴레옹 3세 Napoléon III (1852-1870) |
|              |      | 에밀 올리비에 Émile Ollivier (1825-1913)             | •                                | 제4대 (1869)                      | 1870년 1월 2일 - 1870년 8월 10일 | 자유주의 보나파르트파 | 나폴레옹 3세 Napoléon III (1852-1870) | 나폴레옹 3세 Napoléon III (1852-1870) |
|              |      | 샤를 쿠쟁몽토방 Charles Cousin-Montauban (1793-1878) | •                                | 제4대 (1869)                      | 1870년 8월 10일 - 1870년 9월 4일 | 무소속                | 나폴레옹 3세 Napoléon III (1852-1870) | 나폴레옹 3세 Napoléon III (1852-1870) |

### 국민방위정부 (1870-1871)
| 이름 | 이름 | 이름                                          | 내각 및 기간 | 내각 및 기간                     | 정당       | 대수 (선거)               | 대통령 (재임기간)     | 대통령 (재임기간)     |
| ---- | ---- | --------------------------------------------- | ------------ | -------------------------------- | ---------- | ------------------------- | --------------------- | --------------------- |
|      |      | 루이 쥘 트로쉬 Louis Jules Trochu (1815-1896) | •            | 1870년 9월 4일 - 1871년 2월 17일 | 오를레앙파 | 제2제국 제4대 국회 (1869) | 공석, 사실상 행정수반 | 공석, 사실상 행정수반 |

### 제3공화국 (1871-1940)

#### 명단
| 이름 | 이름                                | 이름                                                           | 내각 및 기간  | 내각 및 기간                                                 | 정당                                                                                | 대수 (선거)                              | 대통령 (재임 기간)                                   | 대통령 (재임 기간)                                                |
| ---- | ----------------------------------- | -------------------------------------------------------------- | ------------- | ------------------------------------------------------------ | ----------------------------------------------------------------------------------- | ---------------------------------------- | ---------------------------------------------------- | ----------------------------------------------------------------- |
|      |                                     | 쥘 뒤포르 Jules Dufaure (1798-1881)                            | 1             | 1871년 2월 17일 - 1873년 5월 18일                            | 중도공화파                                                                          | 국민의회 Assemblée nationale (1871)      |                                                      | 아돌프 티에르 Adolphe Thiers 오를레앙파 (1871-1873)               |
| 2    | 1873년 5월 18일 - 1873년 5월 24일   | 쥘 뒤포르 Jules Dufaure (1798-1881)                            |               |                                                              | 중도공화파                                                                          | 국민의회 Assemblée nationale (1871)      |                                                      | 아돌프 티에르 Adolphe Thiers 오를레앙파 (1871-1873)               |
|      |                                     | 브로이 공작 알베르 Albert, duc de Broglie (1822-1902)          | 1             | 1873년 5월 25일 - 1873년 11월 24일                           | 오를레앙파                                                                          | 국민의회 Assemblée nationale (1871)      |                                                      | 파트리스 드 마크 마옹 Patrice de Mac Mahon 정통왕조파 (1873-1879) |
| 2    | 1873년 11월 24일 - 1874년 5월 16일  | 브로이 공작 알베르 Albert, duc de Broglie (1822-1902)          |               |                                                              | 오를레앙파                                                                          | 국민의회 Assemblée nationale (1871)      |                                                      | 파트리스 드 마크 마옹 Patrice de Mac Mahon 정통왕조파 (1873-1879) |
|      |                                     | 에르네스트 쿠르토 드 시세 Ernest Courtot de Cissey (1810-1882) | •             | 1874년 5월 22일 - 1875년 2월 25일                            | 왕당파                                                                              | 국민의회 Assemblée nationale (1871)      |                                                      | 파트리스 드 마크 마옹 Patrice de Mac Mahon 정통왕조파 (1873-1879) |
|      |                                     | 루이 뷔페 Louis Buffet (1818-1898)                             | •             | 1874년 3월 10일 - 1876년 2월 23일                            | 왕당파                                                                              | 국민의회 Assemblée nationale (1871)      |                                                      | 파트리스 드 마크 마옹 Patrice de Mac Mahon 정통왕조파 (1873-1879) |
|      |                                     | 쥘 뒤포르 Jules Dufaure (1798-1881)                            | 3             | 1876년 2월 23일 - 1876년 3월 9일                             | 중도공화파                                                                          | 초대 (1876)                              |                                                      | 파트리스 드 마크 마옹 Patrice de Mac Mahon 정통왕조파 (1873-1879) |
| 4    | 1876년 3월 9일 - 1876년 12월 3일    | 쥘 뒤포르 Jules Dufaure (1798-1881)                            |               |                                                              | 중도공화파                                                                          | 초대 (1876)                              |                                                      | 파트리스 드 마크 마옹 Patrice de Mac Mahon 정통왕조파 (1873-1879) |
|      |                                     | 쥘 시몽 Jules Simon (1814-1896)                                | •             | 1876년 12월 12일 - 1877년 5월 16일                           | 중도공화파                                                                          | 초대 (1876)                              |                                                      | 파트리스 드 마크 마옹 Patrice de Mac Mahon 정통왕조파 (1873-1879) |
|      |                                     | 브로이 공작 알베르 Albert, duc de Broglie (1822-1902)          | 3             | 1877년 5월 17일 - 1877년 11월 19일                           | 오를레앙파                                                                          | 초대 (1876)                              |                                                      | 파트리스 드 마크 마옹 Patrice de Mac Mahon 정통왕조파 (1873-1879) |
|      |                                     | 가에탕 드 로슈부에 Gaëtan de Rochebouët (1813-1899)            | •             | 1877년 11월 23일 - 1877년 12월 13일                          | 왕당파                                                                              | 제2대 (1877)                             |                                                      | 파트리스 드 마크 마옹 Patrice de Mac Mahon 정통왕조파 (1873-1879) |
|      |                                     | 쥘 뒤포르 Jules Dufaure (1798-1881)                            | 5             | 1877년 12월 13일 - 1879년 1월 30일                           | 중도공화파                                                                          | 제2대 (1877)                             |                                                      | 파트리스 드 마크 마옹 Patrice de Mac Mahon 정통왕조파 (1873-1879) |
|      |                                     | 윌리엄 헨리 워딩턴 William Henry Waddington (1826-1894)        | •             | 1879년 2월 4일 - 1879년 12월 21일                            | 중도공화파                                                                          | 제2대 (1877)                             |                                                      | 쥘 그레비 Jules Grévy 중도공화파 (1879-1887)                      |
|      |                                     | 샤를 드 프레시네 Charles de Freycinet (1827-1923)              | 1             | 1879년 12월 28일 - 1880년 9월 19일                           | 중도공화파                                                                          | 제2대 (1877)                             |                                                      | 쥘 그레비 Jules Grévy 중도공화파 (1879-1887)                      |
|      |                                     | 쥘 페리 Jules Ferry (1832-1893)                                | 1             | 1880년 9월 23일 - 1881년 11월 10일                           | 중도공화파                                                                          | 제2대 (1877)                             |                                                      | 쥘 그레비 Jules Grévy 중도공화파 (1879-1887)                      |
|      |                                     | 레옹 강베타 Léon Gambetta (1838-1882)                          | •             | 1881년 11월 14일 - 1882년 1월 26일                           | 중도공화파                                                                          | 제3대 (1881)                             |                                                      | 쥘 그레비 Jules Grévy 중도공화파 (1879-1887)                      |
|      |                                     | 샤를 드 프레시네 Charles de Freycinet (1827-1923)              | 2             | 1882년 1월 30일 - 1882년 7월 29일                            | 중도공화파                                                                          | 제3대 (1881)                             |                                                      | 쥘 그레비 Jules Grévy 중도공화파 (1879-1887)                      |
|      |                                     | 샤를 뒤클레르 Charles Duclerc (1812-1888)                      | •             | 1882년 8월 7일 - 1883년 1월 28일                             | 중도공화파                                                                          | 제3대 (1881)                             |                                                      | 쥘 그레비 Jules Grévy 중도공화파 (1879-1887)                      |
|      |                                     | 아르망 팔리에르 Armand Fallières (1841-1931)                   | •             | 1883년 1월 29일 - 1883년 2월 17일                            | 중도공화파                                                                          | 제3대 (1881)                             |                                                      | 쥘 그레비 Jules Grévy 중도공화파 (1879-1887)                      |
|      |                                     | 쥘 페리 Jules Ferry (1832-1893)                                | 2             | 1883년 2월 21일 - 1885년 3월 30일                            | 중도공화파                                                                          | 제3대 (1881)                             |                                                      | 쥘 그레비 Jules Grévy 중도공화파 (1879-1887)                      |
|      |                                     | 앙리 브리송 Henri Brisson (1836-1912)                          | 1             | 1885년 4월 6일 - 1885년 12월 29일                            | 급진 공화파                                                                         | 제3대 (1881)                             |                                                      | 쥘 그레비 Jules Grévy 중도공화파 (1879-1887)                      |
|      |                                     | 샤를 드 프레시네 Charles de Freycinet (1827-1923)              | 3             | 1885년 1월 7일 - 1886년 12월 3일                             | 중도공화파                                                                          | 제4대 (1885)                             |                                                      | 쥘 그레비 Jules Grévy 중도공화파 (1879-1887)                      |
|      |                                     | 르네 고블레 René Goblet (1828-1905)                            | •             | 1886년 12월 11일 - 1887년 5월 17일                           | 급진공화파                                                                          | 제4대 (1885)                             |                                                      | 쥘 그레비 Jules Grévy 중도공화파 (1879-1887)                      |
|      |                                     | 모리스 루비에 Maurice Rouvier (1842-1911)                      | 1             | 1887년 5월 30일 - 1887년 12월 4일                            | 중도공화파                                                                          | 제4대 (1885)                             |                                                      | 쥘 그레비 Jules Grévy 중도공화파 (1879-1887)                      |
|      |                                     | 피에르 티라르 Pierre Tirard (1827-1893)                        | 1             | 1887년 12월 11일 - 1888년 3월 30일                           | 중도공화파                                                                          | 제4대 (1885)                             |                                                      | 사디 카르노 † Sadi Carnot 중도공화파 (1887-1894)                  |
|      |                                     | 샤를 플로케 Charles Floquet (1828-1896)                        | •             | 1888년 4월 3일 - 1889년 2월 14일                             | 급진공화파                                                                          | 제4대 (1885)                             |                                                      | 사디 카르노 † Sadi Carnot 중도공화파 (1887-1894)                  |
|      |                                     | 피에르 티라르 Pierre Tirard (1827-1893)                        | 2             | 1889년 2월 22일 - 1890년 3월 13일                            | 중도공화파                                                                          | 제4대 (1885)                             |                                                      | 사디 카르노 † Sadi Carnot 중도공화파 (1887-1894)                  |
|      |                                     | 샤를 드 프레시네 Charles de Freycinet (1827-1923)              | 4             | 1890년 3월 17일 - 1892년 2월 18일                            | 중도공화파                                                                          | 제5대 (1889)                             |                                                      | 사디 카르노 † Sadi Carnot 중도공화파 (1887-1894)                  |
|      |                                     | 에밀 루베 Émile Loubet (1838-1929)                             | •             | 1892년 2월 27일 - 1892년 11월 28일                           | 중도공화파                                                                          | 제5대 (1889)                             |                                                      | 사디 카르노 † Sadi Carnot 중도공화파 (1887-1894)                  |
|      |                                     | 알렉상드르 리보 Alexandre Ribot (1842-1923)                    | 1             | 1892년 12월 6일 - 1893년 1월 10일                            | 중도공화파                                                                          | 제5대 (1889)                             |                                                      | 사디 카르노 † Sadi Carnot 중도공화파 (1887-1894)                  |
| 2    | 1893년 1월 10일 - 1893년 3월 30일   | 알렉상드르 리보 Alexandre Ribot (1842-1923)                    |               |                                                              | 중도공화파                                                                          | 제5대 (1889)                             |                                                      | 사디 카르노 † Sadi Carnot 중도공화파 (1887-1894)                  |
|      |                                     | 샤를 뒤퓌 Charles Dupuy (1851-1923)                            | 1             | 1893년 4월 4일 - 1893년 11월 23일                            | 중도공화파                                                                          | 제5대 (1889)                             |                                                      | 사디 카르노 † Sadi Carnot 중도공화파 (1887-1894)                  |
|      |                                     | 장 카지미르페리에 Jean Casimir-Perier (1847-1907)              | •             | 1893년 12월 3일 - 1894년 5월 22일                            | 중도공화파                                                                          | 제6대 (1893)                             |                                                      | 사디 카르노 † Sadi Carnot 중도공화파 (1887-1894)                  |
|      |                                     | 샤를 뒤퓌 Charles Dupuy (1851-1923)                            | 2             | 1894년 5월 30일 - 1894년 6월 25일                            | 중도공화파                                                                          | 제6대 (1893)                             |                                                      | 사디 카르노 † Sadi Carnot 중도공화파 (1887-1894)                  |
| 3    | 1894년 6월 25일 - 1895년 1월 15일   | 샤를 뒤퓌 Charles Dupuy (1851-1923)                            |               | 장 카지미르페리에 Jean Casimir-Perier 중도공화파 (1894-1895) | 중도공화파                                                                          | 제6대 (1893)                             |                                                      |                                                                   |
|      |                                     | 알렉상드르 리보 Alexandre Ribot (1842-1923)                    | 3             | 1895년 1월 26일 - 1895년 10월 28일                           | 중도공화파                                                                          | 제6대 (1893)                             |                                                      | 펠릭스 포르 † Félix Faure 중도공화파 (1895-1899)                  |
|      |                                     | 레옹 부르주아 Léon Bourgeois (1851-1925)                       | •             | 1895년 11월 1일 - 1896년 4월 23일                            | 급진공화파                                                                          | 제6대 (1893)                             |                                                      | 펠릭스 포르 † Félix Faure 중도공화파 (1895-1899)                  |
|      |                                     | 쥘 멜린 Jules Méline (1838-1925)                               | •             | 1896년 4월 28일 - 1898년 6월 28일                            | 중도공화파                                                                          | 제6대 (1893)                             |                                                      | 펠릭스 포르 † Félix Faure 중도공화파 (1895-1899)                  |
|      |                                     | 앙리 브리송 Henri Brisson (1836-1912)                          | 2             | 1898년 6월 28일 - 1898년 10월 26일                           | 급진공화파                                                                          | 제7대 (1898)                             |                                                      | 펠릭스 포르 † Félix Faure 중도공화파 (1895-1899)                  |
|      |                                     | 샤를 뒤퓌 Charles Dupuy (1851-1923)                            | 4             | 1898년 11월 1일 - 1899년 2월 18일                            | 중도공화파                                                                          | 제7대 (1898)                             |                                                      | 펠릭스 포르 † Félix Faure 중도공화파 (1895-1899)                  |
| 5    | 1899년 2월 18일 - 1899년 6월 12일   | 샤를 뒤퓌 Charles Dupuy (1851-1923)                            |               | 에밀 루베 Émile Loubet 중도공화파, ARD (1899-1906)           | 중도공화파                                                                          | 제7대 (1898)                             |                                                      |                                                                   |
|      |                                     | 피에르 발데크루소 Pierre Waldeck-Rousseau (1847-1905)          | •             | 에밀 루베 Émile Loubet 중도공화파, ARD (1899-1906)           | 1899년 6월 22일 - 1902년 6월 3일                                                    | 제7대 (1898)                             | 중도공화파 (1899-1901) 이후 민주공화연합 (1901-1902) |                                                                   |
|      |                                     | 에밀 콩브 Émile Combes (1835-1921)                             | •             | 에밀 루베 Émile Loubet 중도공화파, ARD (1899-1906)           | 1902년 6월 7일 - 1905년 1월 18일                                                    | 급진당                                   | 제8대 (1902)                                         |                                                                   |
|      |                                     | 모리스 루비에 Maurice Rouvier (1842-1911)                      | 2             | 에밀 루베 Émile Loubet 중도공화파, ARD (1899-1906)           | 1905년 1월 24일 - 1906년 2월 18일                                                   | Alliance républicaine démocratique       | 제8대 (1902)                                         |                                                                   |
| 3    | 1906년 2월 18일 - 1906년 3월 7일    | 모리스 루비에 Maurice Rouvier (1842-1911)                      |               | 아르망 팔리에르 Armand Fallières ARD, PRD (1906-1913)        |                                                                                     | Alliance républicaine démocratique       | 제8대 (1902)                                         |                                                                   |
|      |                                     | 페르디낭 사리앵 Ferdinand Sarrien (1840-1915)                  | •             | 아르망 팔리에르 Armand Fallières ARD, PRD (1906-1913)        | 1906년 3월 14일 - 1906년 10월 20일                                                  | 급진당                                   | 제8대 (1902)                                         |                                                                   |
|      |                                     | 조르주 클레망소 Georges Clemenceau (1841-1929)                 | 1             | 아르망 팔리에르 Armand Fallières ARD, PRD (1906-1913)        | 1906년 10월 25일 - 1909년 7월 20일                                                  | Radical indépendant                      | 제9대 (1906)                                         |                                                                   |
|      |                                     | 아리스티드 브리앙 Aristide Briand (1862-1932)                  | 1             | 아르망 팔리에르 Armand Fallières ARD, PRD (1906-1913)        | 1909년 7월 24일 - 1910년 11월 3일                                                   | Socialiste indépendant, 공화사회당       | 제9대 (1906)                                         |                                                                   |
| 2    | 1910년 11월 3일 - 1911년 2월 27일   | 아리스티드 브리앙 Aristide Briand (1862-1932)                  |               | 아르망 팔리에르 Armand Fallières ARD, PRD (1906-1913)        |                                                                                     | Socialiste indépendant, 공화사회당       | 제9대 (1906)                                         |                                                                   |
|      |                                     | 에르네스트 모니 Ernest Monis (1846-1929)                       | •             | 아르망 팔리에르 Armand Fallières ARD, PRD (1906-1913)        | 1911년 3월 2일 - 1911년 6월 23일                                                    | 급진당                                   | 제10대 (1910)                                        |                                                                   |
|      |                                     | 조제프 카요 Joseph Caillaux (1863-1944)                        | •             | 아르망 팔리에르 Armand Fallières ARD, PRD (1906-1913)        | 1911년 6월 27일 - 1912년 1월 14일                                                   | 급진당                                   | 제10대 (1910)                                        |                                                                   |
|      |                                     | 레몽 푸앵카레 Raymond Poincaré (1860-1934)                     | 1             | 아르망 팔리에르 Armand Fallières ARD, PRD (1906-1913)        | 1912년 1월 14일 - 1913년 1월 21일                                                   | Parti républicain démocratique           | 제10대 (1910)                                        |                                                                   |
|      |                                     | 아리스티드 브리앙 Aristide Briand (1862-1932)                  | 3             | 아르망 팔리에르 Armand Fallières ARD, PRD (1906-1913)        | 1913년 1월 21일 - 1913년 2월 18일                                                   | 공화사회당                               | 제10대 (1910)                                        |                                                                   |
| 4    | 1913년 2월 18일 - 1913년 3월 22일   | 아리스티드 브리앙 Aristide Briand (1862-1932)                  |               | 레몽 푸앵카레 Raymond Poincaré PRD, ARD (1913-1920)          |                                                                                     | 공화사회당                               | 제10대 (1910)                                        |                                                                   |
|      |                                     | 루이 바르투 Louis Barthou (1862-1934)                          | •             | 레몽 푸앵카레 Raymond Poincaré PRD, ARD (1913-1920)          | 1913년 3월 22일 - 1913년 12월 2일                                                   | Parti républicain démocratique           | 제10대 (1910)                                        |                                                                   |
|      |                                     | 가스통 두메르그 Gaston Doumergue (1864-1937)                   | 1             | 레몽 푸앵카레 Raymond Poincaré PRD, ARD (1913-1920)          | 1913년 12월 2일 - 1914년 6월 2일                                                    | 급진당                                   | 제10대 (1910)                                        |                                                                   |
|      |                                     | 알렉상드르 리보 Alexandre Ribot (1842-1923)                    | 4             | 레몽 푸앵카레 Raymond Poincaré PRD, ARD (1913-1920)          | 1914년 6월 9일 - 1914년 6월 12일                                                    | Fédération républicaine                  | 제11대 (1914)                                        |                                                                   |
|      |                                     | 르네 비비아니 René Viviani (1863-1925)                         | 1             | 레몽 푸앵카레 Raymond Poincaré PRD, ARD (1913-1920)          | 1914년 6월 13일 - 1914년 8월 26일                                                   | 공화사회당                               | 제11대 (1914)                                        |                                                                   |
| 2    | 1914년 8월 26일 - 1915년 10월 29일  | 르네 비비아니 René Viviani (1863-1925)                         |               | 레몽 푸앵카레 Raymond Poincaré PRD, ARD (1913-1920)          |                                                                                     | 공화사회당                               | 제11대 (1914)                                        |                                                                   |
|      |                                     | 아리스티드 브리앙 Aristide Briand (1862-1932)                  | 5             | 레몽 푸앵카레 Raymond Poincaré PRD, ARD (1913-1920)          | 1915년 10월 29일 - 1916년 12월 12일                                                 | 공화사회당                               | 제11대 (1914)                                        |                                                                   |
| 6    | 1916년 12월 12일 - 1917년 3월 17일  | 아리스티드 브리앙 Aristide Briand (1862-1932)                  |               | 레몽 푸앵카레 Raymond Poincaré PRD, ARD (1913-1920)          |                                                                                     | 공화사회당                               | 제11대 (1914)                                        |                                                                   |
|      |                                     | 알렉상드르 리보 Alexandre Ribot (1842-1923)                    | 5             | 레몽 푸앵카레 Raymond Poincaré PRD, ARD (1913-1920)          | 1917년 3월 20일 - 1917년 9월 7일                                                    | Fédération républicaine                  | 제11대 (1914)                                        |                                                                   |
|      |                                     | 폴 팽르베 Paul Painlevé (1863-1933)                            | 1             | 레몽 푸앵카레 Raymond Poincaré PRD, ARD (1913-1920)          | 1917년 9월 12일 - 1917년 9월 13일                                                   | 공화사회당                               | 제11대 (1914)                                        |                                                                   |
|      |                                     | 조르주 클레망소 Georges Clemenceau (1841-1929)                 | 2             | 레몽 푸앵카레 Raymond Poincaré PRD, ARD (1913-1920)          | 1917년 11월 16일 - 1920년 1월 18일                                                  | Radical indépendant                      | 제11대 (1914)                                        |                                                                   |
|      |                                     | 알렉상드르 밀랑 Alexandre Millerand (1859-1943)                | 1             | 레몽 푸앵카레 Raymond Poincaré PRD, ARD (1913-1920)          | 1920년 1월 20일 - 1920년 2월 18일                                                   | 무소속                                   | 제11대 (1914)                                        |                                                                   |
| 2    | 1920년 2월 18일 - 1920년 9월 23일   | 알렉상드르 밀랑 Alexandre Millerand (1859-1943)                | 제12대 (1919) |                                                              | 폴 데샤넬 Paul Deschanel ARD, PRDS (1920)                                           | 무소속                                   |                                                      |                                                                   |
|      |                                     | 조르주 레그 Georges Leygues (1857-1933)                        | 제12대 (1919) | •                                                            | 1920년 9월 24일 - 1921년 1월 7일                                                    | Parti républicain démocratique et social |                                                      | 알렉상드르 밀랑 Alexandre Millerand 무소속 (1920-1924)            |
|      |                                     | 아리스티드 브리앙 Aristide Briand (1862-1932)                  | 제12대 (1919) | 7                                                            | 1921년 1월 16일 - 1922년 1월 12일                                                   | 공화사회당                               |                                                      | 알렉상드르 밀랑 Alexandre Millerand 무소속 (1920-1924)            |
|      |                                     | 레몽 푸앵카레 Raymond Poincaré (1860-1934)                     | 제12대 (1919) | 2                                                            | 1922년 1월 15일 - 1924년 3월 29일                                                   | Parti républicain démocratique et social |                                                      | 알렉상드르 밀랑 Alexandre Millerand 무소속 (1920-1924)            |
| 3    | 1924년 3월 29일 - 1924년 6월 1일    | 레몽 푸앵카레 Raymond Poincaré (1860-1934)                     | 제12대 (1919) |                                                              |                                                                                     | Parti républicain démocratique et social |                                                      | 알렉상드르 밀랑 Alexandre Millerand 무소속 (1920-1924)            |
|      |                                     | 프레데리크 프랑수아마르살 Frédéric François-Marsal (1874-1956) | 제12대 (1919) | •                                                            | 1924년 6월 8일 - 1924년 6월 10일                                                    | Fédération républicaine                  |                                                      | 알렉상드르 밀랑 Alexandre Millerand 무소속 (1920-1924)            |
|      |                                     | 에두아르 에리오 Édouard Herriot (1872-1957)                    | 1             | 1924년 6월 14일 - 1925년 4월 10일                            | 급진당                                                                              | 제13대 (1924)                            |                                                      | 가스통 두메르그 Gaston Doumergue 급진당 (1924-1931)               |
|      |                                     | 폴 팽르베 Paul Painlevé (1863-1933)                            | 2             | 1925년 4월 17일 - 1925년 10월 27일                           | 공화사회당                                                                          | 제13대 (1924)                            |                                                      | 가스통 두메르그 Gaston Doumergue 급진당 (1924-1931)               |
| 3    | 1925년 10월 27일 - 1925년 11월 22일 | 폴 팽르베 Paul Painlevé (1863-1933)                            |               |                                                              | 공화사회당                                                                          | 제13대 (1924)                            |                                                      | 가스통 두메르그 Gaston Doumergue 급진당 (1924-1931)               |
|      |                                     | 아리스티드 브리앙 Aristide Briand (1862-1932)                  | 8             | 1925년 11월 28일 - 1926년 3월 6일                            | 공화사회당                                                                          | 제13대 (1924)                            |                                                      | 가스통 두메르그 Gaston Doumergue 급진당 (1924-1931)               |
| 9    | 1926년 3월 6일 - 1926년 6월 15일    | 아리스티드 브리앙 Aristide Briand (1862-1932)                  |               |                                                              | 공화사회당                                                                          | 제13대 (1924)                            |                                                      | 가스통 두메르그 Gaston Doumergue 급진당 (1924-1931)               |
| 10   | 1926년 6월 15일 - 1926년 7월 17일   | 아리스티드 브리앙 Aristide Briand (1862-1932)                  |               |                                                              | 공화사회당                                                                          | 제13대 (1924)                            |                                                      | 가스통 두메르그 Gaston Doumergue 급진당 (1924-1931)               |
|      |                                     | 에두아르 에리오 Édouard Herriot (1872-1957)                    | 2             | 1926년 7월 19일 - 1926년 7월 21일                            | 급진당                                                                              | 제13대 (1924)                            |                                                      | 가스통 두메르그 Gaston Doumergue 급진당 (1924-1931)               |
|      |                                     | 레몽 푸앵카레 Raymond Poincaré (1860-1934)                     | 4             | 1926년 7월 23일 - 1928년 11월 6일                            | Parti républicain démocratique et social (1926-1927) puis 민주주의 연합 (1927-1928) | 제13대 (1924)                            |                                                      | 가스통 두메르그 Gaston Doumergue 급진당 (1924-1931)               |
| 5    | 1928년 11월 6일 - 1929년 7월 26일   | 레몽 푸앵카레 Raymond Poincaré (1860-1934)                     | 제14대 (1928) |                                                              | Parti républicain démocratique et social (1926-1927) puis 민주주의 연합 (1927-1928) |                                          |                                                      | 가스통 두메르그 Gaston Doumergue 급진당 (1924-1931)               |
|      |                                     | 아리스티드 브리앙 Aristide Briand (1862-1932)                  | 제14대 (1928) | 11                                                           | 1929년 7월 29일 - 1929년 10월 22일                                                  | 공화사회당                               |                                                      | 가스통 두메르그 Gaston Doumergue 급진당 (1924-1931)               |
|      |                                     | 앙드레 타르디외 André Tardieu (1876-1945)                      | 제14대 (1928) | 1                                                            | 1929년 11월 3일 - 1930년 2월 17일                                                   | 민주주의 연합                            |                                                      | 가스통 두메르그 Gaston Doumergue 급진당 (1924-1931)               |
|      |                                     | 카미유 쇼탕 Camille Chautemps (1885-1963)                      | 제14대 (1928) | 1                                                            | 1930년 2월 21일 - 1930년 2월 25일                                                   | 급진당                                   |                                                      | 가스통 두메르그 Gaston Doumergue 급진당 (1924-1931)               |
|      |                                     | 앙드레 타르디외 André Tardieu (1876-1945)                      | 제14대 (1928) | 2                                                            | 1930년 3월 2일 - 1930년 12월 4일                                                    | 민주주의 연합                            |                                                      | 가스통 두메르그 Gaston Doumergue 급진당 (1924-1931)               |
|      |                                     | 테오도르 스테그 Théodore Steeg (1868-1950)                     | 제14대 (1928) | •                                                            | 1930년 12월 13일 - 1931년 1월 22일                                                  | 급진당                                   |                                                      | 가스통 두메르그 Gaston Doumergue 급진당 (1924-1931)               |
|      |                                     | 피에르 라발 Pierre Laval (1883-1945)                           | 제14대 (1928) | 1                                                            | 1931년 1월 27일 - 1931년 6월 13일                                                   | 무소속                                   |                                                      | 가스통 두메르그 Gaston Doumergue 급진당 (1924-1931)               |
| 2    | 1931년 6월 13일 - 1932년 1월 12일   | 피에르 라발 Pierre Laval (1883-1945)                           | 제14대 (1928) |                                                              | 폴 두메르 † Paul Doumer 무소속 (1931-1932)                                          | 무소속                                   |                                                      |                                                                   |
| 3    | 1932년 1월 12일 - 1932년 2월 6일    | 피에르 라발 Pierre Laval (1883-1945)                           | 제14대 (1928) |                                                              | 폴 두메르 † Paul Doumer 무소속 (1931-1932)                                          | 무소속                                   |                                                      |                                                                   |
|      |                                     | 앙드레 타르디외 André Tardieu (1876-1945)                      | 제14대 (1928) | 3                                                            | 폴 두메르 † Paul Doumer 무소속 (1931-1932)                                          | 1932년 2월 20일 - 1932년 6월 3일         | 민주주의 연합                                        |                                                                   |
|      |                                     | 에두아르 에리오 Édouard Herriot (1872-1957)                    | 3             | 1932년 6월 3일 - 1932년 12월 14일                            | 급진당                                                                              | 제15대 (1932)                            |                                                      | 알베르 르브룅 Albert Lebrun AD (1932-1940)                        |
|      |                                     | 조제프 폴봉쿠르 Joseph Paul-Boncour (1873-1972)                | •             | 1932년 12월 18일 - 1933년 1월 28일                           | 공화사회당                                                                          | 제15대 (1932)                            |                                                      | 알베르 르브룅 Albert Lebrun AD (1932-1940)                        |
|      |                                     | 에두아르 달라디에 Édouard Daladier (1884-1970)                 | 1             | 1933년 1월 31일 - 1933년 10월 24일                           | 급진당                                                                              | 제15대 (1932)                            |                                                      | 알베르 르브룅 Albert Lebrun AD (1932-1940)                        |
|      |                                     | 알베르 사로 Albert Sarraut (1872-1962)                         | 1             | 1933년 10월 26일 - 1933년 11월 24일                          | 급진당                                                                              | 제15대 (1932)                            |                                                      | 알베르 르브룅 Albert Lebrun AD (1932-1940)                        |
|      |                                     | 카미유 쇼탕 Camille Chautemps (1885-1963)                      | 2             | 1933년 11월 26일 - 1934년 1월 27일                           | 급진당                                                                              | 제15대 (1932)                            |                                                      | 알베르 르브룅 Albert Lebrun AD (1932-1940)                        |
|      |                                     | 에두아르 달라디에 Édouard Daladier (1884-1970)                 | 2             | 1934년 1월 30일 - 1934년 2월 7일                             | 급진당                                                                              | 제15대 (1932)                            |                                                      | 알베르 르브룅 Albert Lebrun AD (1932-1940)                        |
|      |                                     | 가스통 두메르그 Gaston Doumergue (1864-1937)                   | 2             | 1934년 2월 9일 - 1934년 11월 8일                             | 급진당                                                                              | 제15대 (1932)                            |                                                      | 알베르 르브룅 Albert Lebrun AD (1932-1940)                        |
|      |                                     | 피에레티엔 플랑댕 Pierre-Étienne Flandin (1889-1958)           | 1             | 1934년 11월 8일 - 1935년 5월 31일                            | 민주주의 연합                                                                       | 제15대 (1932)                            |                                                      | 알베르 르브룅 Albert Lebrun AD (1932-1940)                        |
|      |                                     | 페르디낭 부이송 Fernand Bouisson (1874-1959)                   | •             | 1935년 6월 1일 - 1935년 6월 4일                              | 무소속                                                                              | 제15대 (1932)                            |                                                      | 알베르 르브룅 Albert Lebrun AD (1932-1940)                        |
|      |                                     | 피에르 라발 Pierre Laval (1883-1945)                           | 4             | 1935년 6월 7일 - 1936년 1월 22일                             | 무소속                                                                              | 제15대 (1932)                            |                                                      | 알베르 르브룅 Albert Lebrun AD (1932-1940)                        |
|      |                                     | 알베르 사로 Albert Sarraut (1872-1962)                         | 2             | 1936년 1월 24일 - 1936년 6월 4일                             | 급진당                                                                              | 제15대 (1932)                            |                                                      | 알베르 르브룅 Albert Lebrun AD (1932-1940)                        |
|      |                                     | 레옹 블룸 Léon Blum (1872-1950)                                | 1             | 1936년 6월 4일 - 1937년 6월 21일                             | 노동자 인터내셔널 프랑스 지부                                                       | 제16대 (1936)                            |                                                      | 알베르 르브룅 Albert Lebrun AD (1932-1940)                        |
|      |                                     | 카미유 쇼탕 Camille Chautemps (1885-1963)                      | 3             | 1937년 6월 29일 - 1938년 1월 14일                            | 급진당                                                                              | 제16대 (1936)                            |                                                      | 알베르 르브룅 Albert Lebrun AD (1932-1940)                        |
| 4    | 1938년 1월 14일 - 1938년 3월 10일   | 카미유 쇼탕 Camille Chautemps (1885-1963)                      |               |                                                              | 급진당                                                                              | 제16대 (1936)                            |                                                      | 알베르 르브룅 Albert Lebrun AD (1932-1940)                        |
|      |                                     | 레옹 블룸 Léon Blum (1872-1950)                                | 2             | 1938년 3월 13일 - 1938년 4월 8일                             | 노동자 인터내셔널 프랑스 지부                                                       | 제16대 (1936)                            |                                                      | 알베르 르브룅 Albert Lebrun AD (1932-1940)                        |
|      |                                     | 에두아르 달라디에 Édouard Daladier (1884-1970)                 | 3             | 1938년 4월 12일 - 1939년 5월 13일                            | 급진당                                                                              | 제16대 (1936)                            |                                                      | 알베르 르브룅 Albert Lebrun AD (1932-1940)                        |
| 4    | 1939년 5월 13일 - 1939년 9월 13일   | 에두아르 달라디에 Édouard Daladier (1884-1970)                 |               |                                                              | 급진당                                                                              | 제16대 (1936)                            |                                                      | 알베르 르브룅 Albert Lebrun AD (1932-1940)                        |
| 5    | 1939년 9월 13일 - 1940년 3월 20일   | 에두아르 달라디에 Édouard Daladier (1884-1970)                 |               |                                                              | 급진당                                                                              | 제16대 (1936)                            |                                                      | 알베르 르브룅 Albert Lebrun AD (1932-1940)                        |
|      |                                     | 폴 레노 Paul Reynaud (1879-1966)                               | •             | 1940년 3월 22일 - 1940년 6월 16일                            | 민주주의 연합                                                                       | 제16대 (1936)                            |                                                      | 알베르 르브룅 Albert Lebrun AD (1932-1940)                        |
|      |                                     | 필리프 페탱 Philippe Pétain (1856-1951)                        | •             | 1940년 6월 16일 - 1940년 7월 10일                            | 무소속                                                                              | 제16대 (1936)                            |                                                      | 알베르 르브룅 Albert Lebrun AD (1932-1940)                        |

#### 특이사항
- 다음 9명의 정부 수반은 국무회의 의장으로 임명될 때 국회의장이었다. 루이 뷔페, 레옹 강베타, 앙리 브리송 (1, 2기), 샤를 플로케, 장 카지미르페리에, 샤를 뒤퓌, 폴 팽르베 (2기), 에두아르 에리오 (2기), 페르디낭 부이송
- 그 중 5명은 한 차례 더 국회의장을 역임했다. 샤를 플로케, 장 카지미르페리에, 앙리 브리송, 에두아르 에리오 (2기), 페르디낭 부이송
- 쥘 멜린은 국무회의 의장이 되기 전 국회의장에 재임했으며, 레옹 부르주아는 이후 국회의장이 되었다.
- 다음 5명의 정부 수반은 이후 상원 의장이 되었다. 쥘 페리, 에밀 루베, 아르망 팔리에르, 레옹 부르주아, 가스통 두메르그
- 다음 5명의 정부 수반은 훗날 대통령이 되었다. 아돌프 티에르, 장 카지미르페리에, 에밀 루베, 아르망 팔리에르, 가스통 두메르그
- 두 명의 정부 수반은 임기중 대선에서 승리하여 대통령에 올랐다. 레몽 푸앵카레, 알렉상드르 밀랑
- 두 명의 전 대통령은 다시끔 국무회의 의장이 되었다. 레몽 푸앵카레(두 차례), 가스통 두메르그
- 피에르 발데크루소, 조르주 클레망소, 레몽 푸앵카레는 제3공화국을 통틀어 약 삼 년 동안 연이어 임기를 보낸 세 명의 국무회의 의장이다.
- 다음 정부 수반은 아카데미 프랑세즈 회원으로 선출되었다. 알베르 드 브로이, 쥘 뒤포르, 레몽 푸앵카레, 조르주 클레망소, 필리프 페탱

### 프랑스국/자유 프랑스 (1940-1944)
페탱 정부는 1940년 6월 22일 휴전 협정을 채결했다. 같은 해 7월 10일 비시에서 국회가 열려 페탱 장군에게 전권을 위임하는 투표가 이뤄졌다. 다음날 페탱은 자신을 "프랑스 국가수반"으로 칭하는 입헌권를 행사하여, 이후 1944년 8월 20일까지 국가수반직을 맡게 된다. 페탱은 더 이상 공식적으로 국무회의 의장이 아니었으나, "행정권의 전권"을 행사할 수 있음에 근거하여 이 직함 역시 유지하게 된다. 국가수반은 "국무회의 부의장"이 보좌했으며, 이 직함은 이후 정부체제에서도 자연스레 유지되었다. 국가수반과 정부수반의 직무가 애매하게 혼동된 이 같은 상황은 1942년 4월 18일 헌법에 "정부수반"의 직무가 국가수반의 책임하에 "프랑스 대내외 정책의 효율적 지도"를 확실히 이행하는 것으로 공표될 때까지 이어졌다.
드 골 장군은 휴전에 반대하는 1940년 6월 18일 호소에 이어 런던에서 자유 프랑스 저항 조직을 이끌었다. 자유 프랑스는 제3공화국을 계승한 공화정이자 프랑스를 대표하는 유일한 정권이라 주장했다. 완전한 정부는 1941년 9월 24일 프랑스 국가위원회(Comité national français; CNF)라는 이름으로 성립하였다. 1943년 6월 3일 연합국에 의해 프랑스령 북아프리카가 해방되자, 자유 프랑스는 알제에 있던 프랑스군 및 시민 총사령부(Commandement en chef français civil et militaire)와 통합하여 프랑스 국가해방위원회(Comité français de Libération nationale; CFLN)를 창립하였다. 처음에는 샤를 드 골과 앙리 지로가 국가해방위원회 위원장을 공동으로 맡았으나, 1943년 8월 4일 드 골이 유일한 위원장으로서 행정권을 행사하게 되었다. 위원회는 1944년 6월 3일까지 일 년 간 프랑스 식민지의 일부를 통치했으며, 이후 노르망디 상륙작전 이후 점차 해방되어가던 본토에서의 국권 행사를 위해 프랑스 공화국 임시 정부(Gouvernement provisoire de la République française; GPRF)로 명칭을 바꾸었다.
| 자유 프랑스, 전시 프랑스 이후 프랑스 국가해방위원회 (CFLN)                     | 자유 프랑스, 전시 프랑스 이후 프랑스 국가해방위원회 (CFLN)                     | 자유 프랑스, 전시 프랑스 이후 프랑스 국가해방위원회 (CFLN)                                      | 자유 프랑스, 전시 프랑스 이후 프랑스 국가해방위원회 (CFLN) |                                                        | 프랑스국 (일명 "비시 정권" )                                                                          | 프랑스국 (일명 "비시 정권" )      | 프랑스국 (일명 "비시 정권" )        | 프랑스국 (일명 "비시 정권" )                            |
| ------------------------------------------------------------------------------ | ------------------------------------------------------------------------------ | ----------------------------------------------------------------------------------------------- | ---------------------------------------------------------- | ------------------------------------------------------ | --- | --------------------------------- | ----------------------------------- | ------------------------------------------------------- |
| 이름 (정치체제)                                                                | 이름 (정치체제)                                                                | 직함명                                                                                          | 기간                                                       | 이름 (정부)                                            | 기간                                                                                                  | 직함명                            | 국가수반                            |                                                         |
| 샤를 드 골 Charles de Gaulle (자유 프랑스, 이후 "전시 프랑스")                 | 샤를 드 골 Charles de Gaulle (자유 프랑스, 이후 "전시 프랑스")                 | 대통령 (제국수호회의 Conseil de défense de l'Empire)                                            | 1940년 7월 11일 - 1941년 9월 24일                          | 피에르 라발 Pierre Laval (V)                           | 1940년 7월 12일 - 1940년 12월 13일                                                                    | 국무회의 부의장                   | 필리프 페탱 Philippe Pétain 11 – 19 |                                                         |
| 샤를 드 골 Charles de Gaulle (자유 프랑스, 이후 "전시 프랑스")                 | 샤를 드 골 Charles de Gaulle (자유 프랑스, 이후 "전시 프랑스")                 | 대통령 (제국수호회의 Conseil de défense de l'Empire)                                            | 1940년 7월 11일 - 1941년 9월 24일                          | 피에르에티엔 플랑댕 Pierre-Étienne Flandin (II)        | 1940년 12월 13일 - 1941년 2월 9일                                                                     | 국무회의 부의장                   | 필리프 페탱 Philippe Pétain 11 – 19 |                                                         |
| 샤를 드 골 Charles de Gaulle (자유 프랑스, 이후 "전시 프랑스")                 | 샤를 드 골 Charles de Gaulle (자유 프랑스, 이후 "전시 프랑스")                 | 대통령 (제국수호회의 Conseil de défense de l'Empire)                                            | 1940년 7월 11일 - 1941년 9월 24일                          | 프랑수아 다를랑 François Darlan (프랑수아 다를랑 정부) | 1941년 2월 10일 - 1942년 4월 18일                                                                     | 국무회의 부의장                   | 필리프 페탱 Philippe Pétain 11 – 19 |                                                         |
| 샤를 드 골 Charles de Gaulle (자유 프랑스, 이후 "전시 프랑스")                 | 샤를 드 골 Charles de Gaulle (자유 프랑스, 이후 "전시 프랑스")                 | 대통령 (프랑스국가위원회 Comité national français)                                              | 1941년 9월 24일 - 1943년 6월 3일                           | 프랑수아 다를랑 François Darlan (프랑수아 다를랑 정부) | 1941년 2월 10일 - 1942년 4월 18일                                                                     | 국무회의 부의장                   | 필리프 페탱 Philippe Pétain 11 – 19 |                                                         |
| 샤를 드 골 Charles de Gaulle (자유 프랑스, 이후 "전시 프랑스")                 | 샤를 드 골 Charles de Gaulle (자유 프랑스, 이후 "전시 프랑스")                 | 대통령 (프랑스국가위원회 Comité national français)                                              | 1941년 9월 24일 - 1943년 6월 3일                           |                                                        | 피에르 라발 Pierre Laval (VI)                                                                         | 1942년 4월 18일 - 1944년 8월 19일 | 필리프 페탱 Philippe Pétain 11 – 19 | 정부수반                                                |
| 샤를 드 골 Charles de Gaulle 및 앙리 지로 Henri Giraud (프랑스 국가해방위원회) | 샤를 드 골 Charles de Gaulle 및 앙리 지로 Henri Giraud (프랑스 국가해방위원회) | 샤를 드 골 : 정부 활동 담당 위원장 앙리 지로 : 1943년 6월 3일부터 1943년 8월 4일까지 공동위원장 | 1943년 6월 3일 - 1944년 6월 4일                            |                                                        | 피에르 라발 Pierre Laval (VI)                                                                         | 1942년 4월 18일 - 1944년 8월 19일 | 필리프 페탱 Philippe Pétain 11 – 19 | 정부수반                                                |
| 샤를 드 골 Charles de Gaulle 및 앙리 지로 Henri Giraud (프랑스 국가해방위원회) | 샤를 드 골 Charles de Gaulle 및 앙리 지로 Henri Giraud (프랑스 국가해방위원회) | 샤를 드 골 : 정부 활동 담당 위원장 앙리 지로 : 1943년 6월 3일부터 1943년 8월 4일까지 공동위원장 | 1943년 6월 3일 - 1944년 6월 4일                            |                                                        | 페르디낭 드 브리농 Fernand de Brinon (지크마링겐 정부위원회Commission gouvernementale de Sigmaringen) | 1944년 9월 1일 - 1945년 4월 23일  | 정부위원회 위원장                   | 페탱은 직무를 맡을 것과 위원회에 참가할 것을 거부하였음 |

### 프랑스 공화국 임시정부 (1944-1947)
프랑스 공화국 임시정부(GPRF)에서는 1946년 10월 27일 헌법이 도입될 때까지, 그리고 1947년 1월 제4공화국이 출범할 때까지, 정부 수반과 국가 수반이 동일하였다.

#### 명단
| 이름 | 이름                               | 이름                                     | 내각 및 기간     | 내각 및 기간                       | 정당                              | 대수 (선거)                    | 국가 수반                       | 국가 수반                       |
| ---- | ---------------------------------- | ---------------------------------------- | ---------------- | ---------------------------------- | --------------------------------- | ------------------------------ | ------------------------------- | ------------------------------- |
|      |                                    | 샤를 드 골 Charles de Gaulle (1890-1970) | 1                | 1944년 9월 10일 - 1945년 11월 2일  | 무소속                            | Consultative provisoire (1944) | 정부 수반과 국가 수반 직무 동일 | 정부 수반과 국가 수반 직무 동일 |
| 2    | 1945년 11월 21일 - 1946년 1월 20일 | 샤를 드 골 Charles de Gaulle (1890-1970) | 초대 제헌 (1945) |                                    | 무소속                            |                                | 정부 수반과 국가 수반 직무 동일 | 정부 수반과 국가 수반 직무 동일 |
|      |                                    | 펠릭스 구앵 Félix Gouin (1884-1977)      | 초대 제헌 (1945) | •                                  | 1946년 1월 26일 - 1946년 6월 24일 | 노동자 인터내셔널 프랑스 지부  | 정부 수반과 국가 수반 직무 동일 | 정부 수반과 국가 수반 직무 동일 |
|      |                                    | 조르주 비도 Georges Bidault (1899-1983)  | 1                | 1946년 6월 24일 - 1946년 11월 28일 | MRP                               | 2대 제헌 (juin 1946)           | 정부 수반과 국가 수반 직무 동일 | 정부 수반과 국가 수반 직무 동일 |
|      |                                    | 레옹 블룸 Léon Blum (1872-1950)          | 3                | 1946년 12월 16일 - 1947년 1월 16일 | 노동자 인터내셔널 프랑스 지부     | 제4공화국 초대 (nov. 1946)     | 정부 수반과 국가 수반 직무 동일 | 정부 수반과 국가 수반 직무 동일 |

### 제4공화국 (1947-1959)

#### 명단
| 이름         | 이름                                | 이름                                                     | 내각 및 기간 | 내각 및 기간                         | 정당                              | 대수 (선거)                           | 대통령 (재임 시기) | 대통령 (재임 시기)                                                   |
| ------------ | ----------------------------------- | -------------------------------------------------------- | ------------ | ------------------------------------ | --------------------------------- | ------------------------------------- | ------------------ | -------------------------------------------------------------------- |
|              |                                     | 폴 라마디에 Paul Ramadier (1888-1961)                    | 1            | 1947년 1월 22일 - 1947년 10월 22일   | 노동자 인터내셔널 프랑스 지부     | 초대 (nov. 1946)                      |                    | 뱅상 오리올 Vincent Auriol 노동자 인터내셔널 프랑스 지부 (1947–1954) |
| 2            | 1947년 10월 22일 - 1947년 11월 19일 | 폴 라마디에 Paul Ramadier (1888-1961)                    |              |                                      | 노동자 인터내셔널 프랑스 지부     | 초대 (nov. 1946)                      |                    | 뱅상 오리올 Vincent Auriol 노동자 인터내셔널 프랑스 지부 (1947–1954) |
|              |                                     | 로베르 쉬망 Robert Schuman (1886-1963)                   | 1            | 1947년 11월 24일 - 1948년 7월 19일   | MRP                               | 초대 (nov. 1946)                      |                    | 뱅상 오리올 Vincent Auriol 노동자 인터내셔널 프랑스 지부 (1947–1954) |
|              |                                     | 앙드레 마리 André Marie (1897-1974)                      | •            | 1948년 7월 26일 - 1948년 8월 28일    | 급진당                            | 초대 (nov. 1946)                      |                    | 뱅상 오리올 Vincent Auriol 노동자 인터내셔널 프랑스 지부 (1947–1954) |
|              |                                     | 로베르 쉬망 Robert Schuman (1886-1963)                   | 2            | 1948년 9월 5일 - 1948년 9월 7일      | MRP                               | 초대 (nov. 1946)                      |                    | 뱅상 오리올 Vincent Auriol 노동자 인터내셔널 프랑스 지부 (1947–1954) |
|              |                                     | 앙리 쾨이유 Henri Queuille (1884-1970)                   | 1            | 1948년 9월 11일 - 1949년 10월 5일    | 급진당                            | 초대 (nov. 1946)                      |                    | 뱅상 오리올 Vincent Auriol 노동자 인터내셔널 프랑스 지부 (1947–1954) |
|              |                                     | 조르주 비도 Georges Bidault (1899-1983)                  | 2            | 1949년 10월 28일 - 1950년 2월 7일    | MRP                               | 초대 (nov. 1946)                      |                    | 뱅상 오리올 Vincent Auriol 노동자 인터내셔널 프랑스 지부 (1947–1954) |
| 3            | 1950년 2월 7일 - 1950년 6월 24일    | 조르주 비도 Georges Bidault (1899-1983)                  |              |                                      | MRP                               | 초대 (nov. 1946)                      |                    | 뱅상 오리올 Vincent Auriol 노동자 인터내셔널 프랑스 지부 (1947–1954) |
|              |                                     | 앙리 쾨이유 Henri Queuille (1884-1970)                   | 2            | 1950년 7월 2일 - 1950년 7월 4일      | 급진당                            | 초대 (nov. 1946)                      |                    | 뱅상 오리올 Vincent Auriol 노동자 인터내셔널 프랑스 지부 (1947–1954) |
|              |                                     | 르네 플레뱅 René Pleven (1901-1993)                      | 1            | 1950년 7월 12일 - 1951년 2월 28일    | UDSR                              | 초대 (nov. 1946)                      |                    | 뱅상 오리올 Vincent Auriol 노동자 인터내셔널 프랑스 지부 (1947–1954) |
|              |                                     | 앙리 쾨이유 Henri Queuille (1884-1970)                   | 3            | 1951년 3월 10일 - 1951년 7월 10일    | 급진당                            | 초대 (nov. 1946)                      |                    | 뱅상 오리올 Vincent Auriol 노동자 인터내셔널 프랑스 지부 (1947–1954) |
| 제2대 (1951) |                                     | 앙리 쾨이유 Henri Queuille (1884-1970)                   | 3            | 1951년 3월 10일 - 1951년 7월 10일    | 급진당                            |                                       |                    | 뱅상 오리올 Vincent Auriol 노동자 인터내셔널 프랑스 지부 (1947–1954) |
|              |                                     | 르네 플레뱅 René Pleven (1901-1993)                      | 2            | 1951년 8월 11일 - 1952년 1월 17일    | UDSR                              |                                       |                    | 뱅상 오리올 Vincent Auriol 노동자 인터내셔널 프랑스 지부 (1947–1954) |
|              |                                     | 에드가 포르 Edgar Faure (1908-1988)                      | 1            | 1952년 1월 20일 - 1952년 2월 29일    | 급진당                            |                                       |                    | 뱅상 오리올 Vincent Auriol 노동자 인터내셔널 프랑스 지부 (1947–1954) |
|              |                                     | 앙투안 피네 Antoine Pinay (1891-1994)                    | •            | 1952년 3월 8일 - 1952년 12월 22일    | CNIP                              |                                       |                    | 뱅상 오리올 Vincent Auriol 노동자 인터내셔널 프랑스 지부 (1947–1954) |
|              |                                     | 르네 마예르 René Mayer (1894-1972)                       | •            | 1953년 1월 8일 - 1953년 5월 21일     | 급진당                            |                                       |                    | 뱅상 오리올 Vincent Auriol 노동자 인터내셔널 프랑스 지부 (1947–1954) |
|              |                                     | 조제프 라니엘 Joseph Laniel (1889-1975)                  | 1            | 1953년 6월 28일 - 1954년 1월 16일    | CNIP                              |                                       |                    | 뱅상 오리올 Vincent Auriol 노동자 인터내셔널 프랑스 지부 (1947–1954) |
| 2            | 1954년 1월 16일 - 1954년 6월 12일   | 조제프 라니엘 Joseph Laniel (1889-1975)                  |              | 르네 코티 René Coty CNIP (1954–1959) | CNIP                              |                                       |                    |                                                                      |
|              |                                     | 피에르 망데스 프랑스 Pierre Mendès France (1907-1982)    | •            | 르네 코티 René Coty CNIP (1954–1959) | 1954년 6월 19일 - 1955년 2월 4일  | 급진당                                |                    |                                                                      |
|              |                                     | 에드가 포르 Edgar Faure (1908-1988)                      | 2            | 르네 코티 René Coty CNIP (1954–1959) | 1955년 2월 23일 - 1956년 1월 24일 | 급진당                                |                    |                                                                      |
|              |                                     | 기 몰레 Guy Mollet (1905-1975)                           | •            | 르네 코티 René Coty CNIP (1954–1959) | 1956년 2월 1일 - 1957년 5월 21일  | 노동자 인터내셔널 프랑스 지부         | 제3대 (1956)       |                                                                      |
|              |                                     | 모리스 부르제모누리 Maurice Bourgès-Maunoury (1915-1993) | •            | 르네 코티 René Coty CNIP (1954–1959) | 1957년 6월 13일 - 1957년 9월 30일 | 급진당                                | 제3대 (1956)       |                                                                      |
|              |                                     | 펠릭스 가이야르 Félix Gaillard (1919-1970)               | •            | 르네 코티 René Coty CNIP (1954–1959) | 1957년 11월 6일 - 1958년 4월 15일 | 급진당                                | 제3대 (1956)       |                                                                      |
|              |                                     | 피에르 플리믈랭 Pierre Pflimlin (1907-2000)              | •            | 르네 코티 René Coty CNIP (1954–1959) | 1958년 5월 14일 - 1958년 5월 28일 | MRP                                   | 제3대 (1956)       |                                                                      |
|              |                                     | 샤를 드 골 Charles de Gaulle (1890-1970)                 | 3            | 르네 코티 René Coty CNIP (1954–1959) | 1958년 6월 1일 - 1959년 1월 8일   | Divers droite (1958), UNR (1958-1959) | 제3대 (1956)       |                                                                      |

#### 특이사항
- 다음 11명의 국무회의 의장은 임기 종료 이후 다른 장관직을 맡았다. 폴 라마디에, 로베르 쉬망, 앙드레 마리, 앙리 쾨이유, 조르주 비도, 르네 플레뱅, 에드가 포르, 앙투안 피네, 기 몰레, 모리스 부르제모누리, 피에르 플리믈랭
- 에드가 포르는 이후 국회의장이 되었다.
- 다음 두 명의 국무회의 의장은 임기 동안 대선에 도전했다. 조제프 라니엘 (1953), 샤를 드 골 (1958)
- 다음 세 명의 정부 수반은 임기 종료 이후 대선에 도전했다. 앙투안 피네 (1953), 조르주 비도 (1953), 샤를 드 골 (1965)

### 제5공화국 (1959-)

#### 명단
| 이름 | 이름                               | 이름                                                        | 내각 및 기간                      | 내각 및 기간                       | 정당                                                        | 대수 (선거)                              | 대통령 (재임 기간) | 대통령 (재임 기간)                                                       |
| ---- | ---------------------------------- | ----------------------------------------------------------- | --------------------------------- | ---------------------------------- | ----------------------------------------------------------- | ---------------------------------------- | ------------------ | ------------------------------------------------------------------------ |
|      |                                    | 미셸 드브레 Michel Debré (1912-1996)                        | •                                 | 1959년 1월 8일 - 1962년 4월 14일   | UNR                                                         | 초대 (1958)                              |                    | 샤를 드 골 Charles de Gaulle UNR, UNR-UDT, UD-Ve, UDR (1959-1969)        |
|      |                                    | 조르주 퐁피두 Georges Pompidou (1911-1974)                  | 1                                 | 1962년 4월 14일 - 1962년 11월 28일 | UNR (1962) UNR-UDT (1962-1967) UD-Ve (1967-1968) UDR (1968) | 초대 (1958)                              |                    | 샤를 드 골 Charles de Gaulle UNR, UNR-UDT, UD-Ve, UDR (1959-1969)        |
| 2    | 1962년 11월 28일 - 1966년 1월 8일  | 조르주 퐁피두 Georges Pompidou (1911-1974)                  | 제2대 (1962)                      |                                    | UNR (1962) UNR-UDT (1962-1967) UD-Ve (1967-1968) UDR (1968) |                                          |                    | 샤를 드 골 Charles de Gaulle UNR, UNR-UDT, UD-Ve, UDR (1959-1969)        |
| 3    | 1966년 1월 8일 - 1967년 4월 1일    | 조르주 퐁피두 Georges Pompidou (1911-1974)                  | 제2대 (1962)                      |                                    | UNR (1962) UNR-UDT (1962-1967) UD-Ve (1967-1968) UDR (1968) |                                          |                    | 샤를 드 골 Charles de Gaulle UNR, UNR-UDT, UD-Ve, UDR (1959-1969)        |
| 4    | 1967년 4월 5일 - 1968년 7월 10일   | 조르주 퐁피두 Georges Pompidou (1911-1974)                  | 제3대 (1967)                      |                                    | UNR (1962) UNR-UDT (1962-1967) UD-Ve (1967-1968) UDR (1968) |                                          |                    | 샤를 드 골 Charles de Gaulle UNR, UNR-UDT, UD-Ve, UDR (1959-1969)        |
|      |                                    | 모리스 쿠브 드 뮈르빌 Maurice Couve de Murville (1907-1999) | •                                 | 1968년 7월 10일 - 1969년 6월 20일  | UDR                                                         | 제4대 (1968)                             |                    | 샤를 드 골 Charles de Gaulle UNR, UNR-UDT, UD-Ve, UDR (1959-1969)        |
|      |                                    | 자크 샤방델마스 Jacques Chaban-Delmas (1915-2000)           | •                                 | 1969년 6월 20일 - 1972년 7월 5일   | UDR                                                         | 제4대 (1968)                             |                    | 조르주 퐁피두 † Georges Pompidou UDR (1969-1974)                         |
|      |                                    | 피에르 메스메르 Pierre Messmer (1916-2007)                  | 1                                 | 1972년 7월 5일 - 1973년 3월 28일   | UDR                                                         | 제4대 (1968)                             |                    | 조르주 퐁피두 † Georges Pompidou UDR (1969-1974)                         |
| 2    | 1973년 4월 2일 - 1974년 2월 27일   | 피에르 메스메르 Pierre Messmer (1916-2007)                  | 제5대 (1973)                      |                                    | UDR                                                         |                                          |                    | 조르주 퐁피두 † Georges Pompidou UDR (1969-1974)                         |
| 3    | 1974년 2월 27일 - 1974년 5월 27일  | 피에르 메스메르 Pierre Messmer (1916-2007)                  | 제5대 (1973)                      |                                    | UDR                                                         |                                          |                    | 조르주 퐁피두 † Georges Pompidou UDR (1969-1974)                         |
|      |                                    | 자크 시라크 Jacques Chirac (1932-2019)                      | 제5대 (1973)                      | 1                                  | 1974년 5월 27일 - 1976년 8월 25일                           | UDR                                      |                    | 발레리 지스카르 데스탱 Valéry Giscard d'Estaing FNRI, UDF-PR (1974-1981) |
|      |                                    | 레몽 바르 Raymond Barre (1924-2007)                         | 제5대 (1973)                      | 1                                  | 1976년 8월 25일 - 1977년 3월 29일                           | Divers droite                            |                    | 발레리 지스카르 데스탱 Valéry Giscard d'Estaing FNRI, UDF-PR (1974-1981) |
| 2    | 1977년 3월 29일 - 1978년 5월 21일  | 레몽 바르 Raymond Barre (1924-2007)                         | 제5대 (1973)                      |                                    |                                                             | Divers droite                            |                    | 발레리 지스카르 데스탱 Valéry Giscard d'Estaing FNRI, UDF-PR (1974-1981) |
| 3    | 1978년 5월 21일 - 1981년 5월 21일  | 레몽 바르 Raymond Barre (1924-2007)                         | 제6대 (1978)                      |                                    |                                                             | Divers droite                            |                    | 발레리 지스카르 데스탱 Valéry Giscard d'Estaing FNRI, UDF-PR (1974-1981) |
|      |                                    | 피에르 모루아 Pierre Mauroy (1928-2013)                     | 제6대 (1978)                      | 1                                  | 1981년 5월 21일 - 1981년 6월 22일                           | 사회당                                   |                    | 프랑수아 미테랑 François Mitterrand 사회당 (1981-1995)                   |
| 2    | 1981년 6월 22일 - 1983년 3월 22일  | 피에르 모루아 Pierre Mauroy (1928-2013)                     | 제7대 (1981)                      |                                    |                                                             | 사회당                                   |                    | 프랑수아 미테랑 François Mitterrand 사회당 (1981-1995)                   |
| 3    | 1983년 3월 22일 - 1984년 7월 17일  | 피에르 모루아 Pierre Mauroy (1928-2013)                     | 제7대 (1981)                      |                                    |                                                             | 사회당                                   |                    | 프랑수아 미테랑 François Mitterrand 사회당 (1981-1995)                   |
|      |                                    | 로랑 파비위스 Laurent Fabius (1946)                         | 제7대 (1981)                      | •                                  | 1984년 7월 17일 - 1986년 3월 20일                           | 사회당                                   |                    | 프랑수아 미테랑 François Mitterrand 사회당 (1981-1995)                   |
|      |                                    | 자크 시라크 Jacques Chirac (1932-2019) (동거정부)           | 2                                 | 1986년 3월 20일 - 1988년 5월 10일  | RPR                                                         | 제8대 (1986)                             |                    | 프랑수아 미테랑 François Mitterrand 사회당 (1981-1995)                   |
|      |                                    | 미셸 로카르 Michel Rocard (1930-2016)                       | 1                                 | 1988년 5월 10일 - 1988년 6월 23일  | 사회당                                                      | 제8대 (1986)                             |                    | 프랑수아 미테랑 François Mitterrand 사회당 (1981-1995)                   |
| 2    | 1988년 6월 23일 - 1991년 5월 15일  | 미셸 로카르 Michel Rocard (1930-2016)                       | 제9대 (1988)                      |                                    | 사회당                                                      |                                          |                    | 프랑수아 미테랑 François Mitterrand 사회당 (1981-1995)                   |
|      |                                    | 에디트 크레송 Édith Cresson (1934)                          | 제9대 (1988)                      | •                                  | 1991년 5월 15일 - 1992년 4월 2일                            | 사회당                                   |                    | 프랑수아 미테랑 François Mitterrand 사회당 (1981-1995)                   |
|      |                                    | 피에르 베레고부아 Pierre Bérégovoy (1925-1993)              | 제9대 (1988)                      | •                                  | 1992년 4월 2일 - 1993년 3월 29일                            | 사회당                                   |                    | 프랑수아 미테랑 François Mitterrand 사회당 (1981-1995)                   |
|      |                                    | 에두아르 발라뒤르 Édouard Balladur (1929) (동거정부)        | •                                 | 1993년 3월 29일 - 1995년 5월 17일  | RPR                                                         | 제10대 (1993)                            |                    | 프랑수아 미테랑 François Mitterrand 사회당 (1981-1995)                   |
|      |                                    | 알랭 쥐페 Alain Juppé (1945)                                | 1                                 | 1995년 5월 17일 - 1995년 11월 7일  | RPR                                                         | 제10대 (1993)                            |                    | 자크 시라크 Jacques Chirac RPR, UMP (1995-2007)                          |
| 2    | 1995년 11월 7일 - 1997년 6월 2일   | 알랭 쥐페 Alain Juppé (1945)                                |                                   |                                    | RPR                                                         | 제10대 (1993)                            |                    | 자크 시라크 Jacques Chirac RPR, UMP (1995-2007)                          |
|      |                                    | 리오넬 조스팽 Lionel Jospin (1937) (동거정부)               | •                                 | 1997년 6월 2일 - 2002년 5월 6일    | 사회당                                                      | 제11대 (1997)                            |                    | 자크 시라크 Jacques Chirac RPR, UMP (1995-2007)                          |
|      |                                    | 장피에르 라파랭 Jean-Pierre Raffarin (1948)                 | 1                                 | 2002년 5월 6일 - 2002년 6월 17일   | DL (2002) UMP (2002-2005)                                   | 제11대 (1997)                            |                    | 자크 시라크 Jacques Chirac RPR, UMP (1995-2007)                          |
|      | 2                                  | 장피에르 라파랭 Jean-Pierre Raffarin (1948)                 | 2002년 6월 17일 - 2004년 3월 30일 | 제12대 (2002)                      | DL (2002) UMP (2002-2005)                                   |                                          |                    | 자크 시라크 Jacques Chirac RPR, UMP (1995-2007)                          |
| 3    | 2004년 3월 30일 - 2005년 5월 31일  | 장피에르 라파랭 Jean-Pierre Raffarin (1948)                 |                                   | 제12대 (2002)                      | DL (2002) UMP (2002-2005)                                   |                                          |                    | 자크 시라크 Jacques Chirac RPR, UMP (1995-2007)                          |
|      |                                    | 도미니크 드 빌팽 Dominique de Villepin (1953)               | •                                 | 제12대 (2002)                      | 2005년 5월 31일 - 2007년 5월 17일                           | UMP                                      |                    | 자크 시라크 Jacques Chirac RPR, UMP (1995-2007)                          |
|      |                                    | 프랑수아 피용 François Fillon (1954)                        | 1                                 | 제12대 (2002)                      | 2007년 5월 17일 - 2007년 6월 18일                           | UMP                                      |                    | 니콜라 사르코지 Nicolas Sarkozy UMP (2007-2012)                          |
| 2    | 2007년 6월 18일 - 2010년 11월 14일 | 프랑수아 피용 François Fillon (1954)                        | 제13대 (2007)                     |                                    |                                                             | UMP                                      |                    | 니콜라 사르코지 Nicolas Sarkozy UMP (2007-2012)                          |
| 3    | 2010년 11월 14일 - 2012년 5월 15일 | 프랑수아 피용 François Fillon (1954)                        | 제13대 (2007)                     |                                    |                                                             | UMP                                      |                    | 니콜라 사르코지 Nicolas Sarkozy UMP (2007-2012)                          |
|      |                                    | 장마르크 에로 Jean-Marc Ayrault (1950)                      | 제13대 (2007)                     | 1                                  | 2012년 5월 15일 - 2012년 6월 18일                           | 사회당                                   |                    | 프랑수아 올랑드 François Hollande 사회당 (2012-2017)                     |
| 2    | 2012년 6월 18일 - 2014년 3월 31일  | 장마르크 에로 Jean-Marc Ayrault (1950)                      | 제14대 (2012)                     |                                    |                                                             | 사회당                                   |                    | 프랑수아 올랑드 François Hollande 사회당 (2012-2017)                     |
|      |                                    | 마뉘엘 발스 Manuel Valls (1962)                             | 제14대 (2012)                     | 1                                  | 2014년 3월 31일 - 2014년 8월 25일                           | 사회당                                   |                    | 프랑수아 올랑드 François Hollande 사회당 (2012-2017)                     |
| 2    | 2014년 8월 25일 - 2016년 12월 6일  | 마뉘엘 발스 Manuel Valls (1962)                             | 제14대 (2012)                     |                                    |                                                             | 사회당                                   |                    | 프랑수아 올랑드 François Hollande 사회당 (2012-2017)                     |
|      |                                    | 베르나르 카즈뇌브 Bernard Cazeneuve (1963)                  | 제14대 (2012)                     | •                                  | 2016년 12월 6일 - 2017년 5월 15일                           | 사회당                                   |                    | 프랑수아 올랑드 François Hollande 사회당 (2012-2017)                     |
|      |                                    | 에두아르 필리프 Édouard Philippe (1970)                     | 제14대 (2012)                     | 1                                  | 2017년 5월 15일 - 2017년 6월 21일                           | LR (2017-2018) Divers droite (2018-2020) |                    | 에마뉘엘 마크롱 Emmanuel Macron LREM (2017-)                             |
|      | 2                                  | 에두아르 필리프 Édouard Philippe (1970)                     | 2017년 6월 21일 - 2020년 7월 3일  | 제15대 (2017)                      |                                                             | LR (2017-2018) Divers droite (2018-2020) |                    | 에마뉘엘 마크롱 Emmanuel Macron LREM (2017-)                             |
|      |                                    | 장 카스텍스 Jean Castex (1965)                              | •                                 | 제15대 (2017)                      | 2020년 7월 3일 - 재임중                                     | Divers droite                            |                    | 에마뉘엘 마크롱 Emmanuel Macron LREM (2017-)                             |

#### 기간
| 순위 | 이름                  | 재임일  | 재임기간        | 임기        |
| ---- | --------------------- | ------- | --------------- | ----------- |
| 1    | 조르주 퐁피두         | 2,279일 | 6년 2개월 26일  | 1962-1968   |
| 2    | 프랑수아 피용         | 1,825일 | 4년 11개월 28일 | 2007-2012   |
| 3    | 리오넬 조스팽         | 1,799일 | 4년 11개월 4일  | 1997-2002   |
| 4    | 레몽 바르             | 1,730일 | 4년 7개월 26일  | 1976-1981   |
| 5    | 미셸 드브레           | 1,192일 | 3년 3개월 6일   | 1959-1962   |
| 6    | 피에르 모루아         | 1,153일 | 3년 1개월 26일  | 1981-1984   |
| 7    | 에두아르 필리프       | 1,145일 | 3년 1개월 18일  | 2017-2020   |
| 8    | 장피에르 라파랭       | 1,121일 | 3년 25일        | 2002-2005   |
| 9    | 자크 샤방델마스       | 1,111일 | 3년 15일        | 1969-1972   |
| 10   | 미셸 로카르           | 1,100일 | 3년 5일         | 1988-1991   |
| 11   | 마뉘엘 발스           | 981일   | 2년 8개월 5일   | 2014-2016   |
| 12   | 자크 시라크 1기       | 821일   | 2년 2개월 29일  | 1974-1976   |
| 13   | 자크 시라크 2기       | 782일   | 2년 1개월 20일  | 1986-1988   |
| 14   | 에두아르 발라뒤르     | 779일   | 2년 1개월 18일  | 1993-1995   |
| 15   | 알랭 쥐페             | 747일   | 2년 16일        | 1995-1997   |
| 16   | 도미니크 드 빌팽      | 716일   | 1년 11개월 16일 | 2005-2007   |
| 17   | 피에르 메스메르       | 691일   | 1년 10개월 22일 | 1972-1974   |
| 18   | 장마르크 에로         | 685일   | 1년 10개월 16일 | 2012-2014   |
| 19   | 로랑 파비위스         | 611일   | 1년 8개월 3일   | 1984-1986   |
| 20   | 피에르 베레고부아     | 361일   | 11개월 27일     | 1992-1993   |
| 21   | 모리스 쿠브 드 뮈르빌 | 345일   | 11개월 10일     | 1968-1969   |
| 22   | 에디트 크레송         | 323일   | 10개월 18일     | 1991-1992   |
| 23   | 장 카스텍스           | 1753일  | 4년 292일       | 2020-재임중 |
| 24   | 베르나르 카즈뇌브     | 160일   | 5개월 9일       | 2016-2017   |

#### 특이사항
- 로랑 파비위스는 제5공화국 총리 중 가장 젊은 총리였다(임기 시작 기점으로 37세).[4].
- 피에르 베레고부아는 제5공화국 총리 중 가장 나이 많은 총리였다(임기 시작 기점으로 66세).[4]
- 프랑수아 피용은 자신을 임명한 대통령 니콜라 사르코지의 임기가 끝날 때까지 총리직을 계속 맡은 유일한 총리이다. 즉 피용은 사르코지 임기 중의 유일한 총리이다.
- 자크 시라크는 총리를 맡은지 몇 년이 지난 이후 다시 한번 총리로 임명된 유일한 총리이다. (발레리 지스카르 데스탱 대통령 임기에 6대 총리로, 이후 프랑수아 미테랑 대통령 임기에 10대 총리로.)
- 에디트 크레송은 유일한 여성 총리이다.
- 다음 두 명의 총리는 임기 종료 이후 대통령으로 당선되었다. 조르주 퐁피두 (총리 임기 종료 후 11개월 후), 자크 시라크 (임기 종료 후 7년 후).
- 샤를 드 골은 1958년 간선 보통선거로 대통령으로 당선되었을 때 정부 수반이었다. (제3공화국 시기 레몽 푸앵카레와 알렉상드르 밀랑도 정부 수반을 맡고있을 때 대통령에 당선되었다.)
- 다음 세 명의 총리는 임기 중 "동거정부" 상황에 놓였다. 자크 시라크, 에두아르 발라뒤르, 리오넬 조스팽. 세 총리는 모두 다음 대선에 출마하여 낙선하기도 했다.
- 다음 네 명의 총리는 총리 임기 종료 이후 다른 장관직을 맡았다. 미셸 드브레, 로랑 파비위스, 알랭 쥐페, 장마르크 에로.
- 다음 두 명의 총리는 국회의장을 맡았다. 자크 샤방델마스, 로랑 파비위스.
- 다음 두 명의 총리는 아카데미 프랑세즈 회원으로 선출되었다. 미셸 드브레, 피에르 메스메르
- 피에르 베레고부아는 임기가 끝나고 한달이 지난 1993년 5월 1일 자살했다.
- 도미니크 드 빌팽은 선출직을 맡지 않은 유일한 총리이다.
- 마뉘엘 발스는 프랑스인으로 태어나지 않은 유일한 총리이다.
- 로랑 파비위스, 리오넬 조스팽, 알랭 쥐페는 헌법평의회 의원으로 지명되었다.
- 다음 두 명의 총리는 임기 전 대선에 출마했다. 미셸 로카르 (1969), 리오넬 조스팽 (1995).
- 다음 세 명의 총리는 임기 중 대선에 출마했다. 자크 시라크 (1988), 에두아르 발라뒤르 (1995), 리오넬 조스팽 (2002). 세 명 모두 낙선했다.
- 다음 여섯 명의 총리는 임기 종료 이후 대선에 출마했다. 미셸 드브레 (1981), 조르주 퐁피두 (1969), 자크 샤방델마스 (1974), 자크 시라크 (1981, 1995, 2002), 레몽 바르 (1988), 프랑수아 피용 (2017). 참고로 로랑 파비위스는 2007년 프랑스 대선을 앞두고 사회당 후보 경선에 참가했으나 떨어졌고, 도미니크 드 빌팽은 2012년 프랑스 대선에서 충분한 후원자수를 채우지 못하여 출마 실패했으며, 2017년 프랑스 대선을 앞두고 알랭 쥐페는 우파 및 중도파 후보 경선에, 마뉘엘 발스는 시민당 후보 경선에 참가했으나 떨어졌다.

## 참고

### 참고 문헌
- 필리프 아르당, Le Premier ministre en France, 몽크레티앵, 155쪽, 1991 ISBN 978-2-7076-0497-2
- 라파엘 바케, L'Enfer de Matignon : Ce sont eux qui en parlent le mieux, 푸앵, 318쪽, 2010 ISBN 978-2-7578-1640-0

### 같이 보기
- 프랑스의 정부
- 국무회의 의장 (프랑스)
- 프랑스의 총리
- 프랑스 정부의 역사
- 프랑스의 군주 목록
- 프랑스의 대통령 목록